# Sac de Dinant (1914)
Vous lisez un « article de qualité » labellisé en 2019.
Pour les articles homonymes, voir Sac de Dinant.
Le sac de Dinant ou massacre de Dinant survient durant la Première Guerre mondiale, en août 1914, lorsque des exécutions en masse de civils, le pillage, la mise à sac et l'incendie de Dinant, de Neffe et de Bouvignes-sur-Meuse, en Belgique, sont perpétrés par les troupes allemandes.
Ces exactions ont lieu dans le contexte de la bataille de Dinant qui oppose les forces allemandes aux troupes françaises. Convaincu que des francs-tireurs se dissimulent au sein de la population civile, l'état-major allemand donne des ordres pour exécuter la population et incendier les habitations. Le 23 août 1914 et les jours qui suivent, 674 hommes, femmes et enfants sont exécutés par armes à feu en différents endroits de la ville. Deux tiers des habitations dinantaises sont la proie des flammes. La population civile, désarmée dès le 6 août, avait instamment été priée de ne pas s'impliquer dans le combat contre les envahisseurs.
La Belgique proteste vigoureusement et l'opinion internationale s'en émeut, parlant du « viol de la Belgique ». Ces atrocités ont longtemps été l'objet de déni ; il faut attendre 2001 pour que le gouvernement allemand adresse officiellement des excuses à la Belgique et aux descendants des victimes.

## Description

### Les lieux

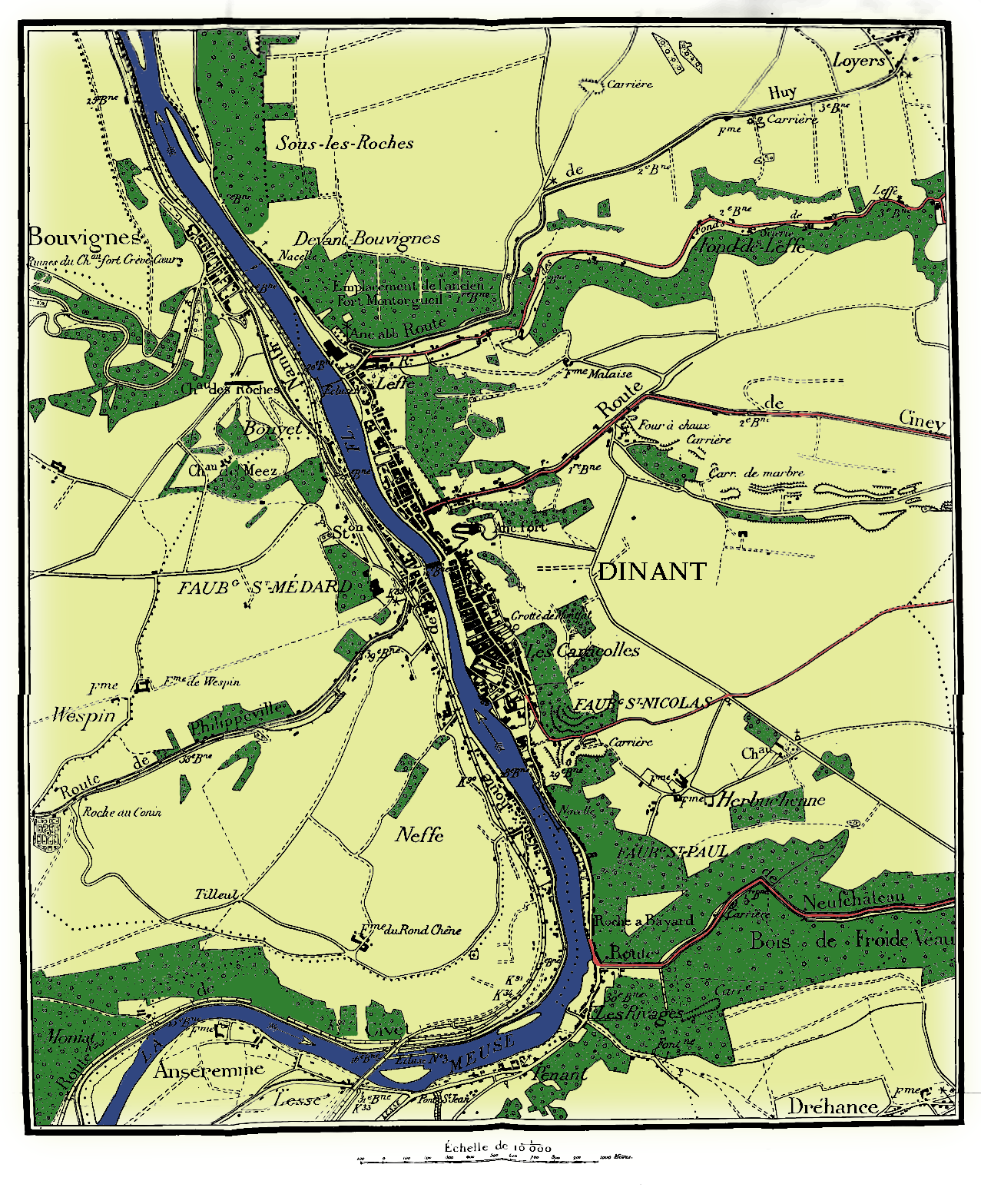
Dinant en 1914.

La topographie du lieu joue un rôle déterminant dans le massacre de Dinant. Cette ville belge est située, principalement rive droite, entre la Meuse et la « Montagne », un affleurement rocheux de 100 mètres de haut au sommet duquel se trouve une citadelle. Elle s'étend du nord au sud sur quatre kilomètres. Sa partie la plus large mesure trois cents mètres contre seulement quelques mètres dans des zones d'étranglement qui ne comportent guère plus que la route et un étroit chemin de halage. Face à la collégiale, le pont principal relie le quartier de Saint-Médard et le quartier de la gare, situés rive gauche. En 1914, une passerelle relie quant à elle la commune de Bouvignes-sur-Meuse (rive gauche) et Devant-Bouvignes (rive droite). Au nord, se trouvent le quartier de l'abbaye de Leffe et le faubourg de Leffe. Au sud, débouchant du Froidvau, se trouvent, rive droite, les quartiers des Rivages et de Saint-Nicolas. Face au rocher Bayard s'étend, rive gauche, le village de Neffe. Peu d'accès mènent à la ville,,,.

### Contexte historique

#### Début de la Première Guerre mondiale
Mettant à exécution son plan Schlieffen, le 4 août 1914, l'armée allemande envahit la Belgique quelques jours après avoir envoyé un ultimatum au gouvernement belge demandant de laisser passer les troupes allemandes par ses frontières. Le roi Albert et son gouvernement refusent de voir la neutralité et l'intégrité du territoire bafouées.

En août 1914, Dinant compte 7 890 habitants,. Le 6 août 1914, le bourgmestre Arthur Defoin impose à la population dinantaise de faire consigner ses armes et munitions à la maison communale — la même mesure a été prise à Bouvignes-sur-Meuse,,. Le bourgmestre précise : 

« Il est formellement signalé aux habitants que les civils ne peuvent se livrer à aucune attaque ou violences par les armes à feu ou autres contre les troupes ennemies. Semblables attaques sont prohibées par le droit des gens et exposeraient leurs auteurs, peut-être même la ville, aux plus graves conséquences. Dinant, 6 août 1914, A. Defoin. »

Cette même journée au matin, une compagnie de trente carabiniers-cyclistes du 1er chasseur à pied belge arrive à Dinant. L'après-midi, une première patrouille de reconnaissance allemande fait une rapide incursion en ville. Deux uhlans s'avancent dans la rue Saint-Jacques, la Garde civique ouvre le feu mais ne les atteint pas. Un chasseur-cycliste décharge son fusil et blesse au bras un Allemand et sa monture, il s'enfuit à pied et est rapidement rattrapé, le second fait une chute de cheval et sera soigné par le Dr Remy. Le soir, l'avant-garde de la 5e armée française, le 148e régiment d'infanterie, prend position pour défendre les ponts de Bouvignes-sur-Meuse et de Dinant. Le 7 août, les carabiniers-cyclistes sont rappelés à Namur. Des escarmouches ont lieu entre les Français et les Allemands les jours suivants, un hussard est tué le 11 août. Les Allemands renoncent alors aux missions des éclaireurs et utilisent leur aviation pour évaluer les troupes en présence.

#### Défaite allemande du 15 août 1914
Deux divisions de cavalerie commandées par le lieutenant-général von Richtoffen, la division de cavalerie de la Garde et la 5e division constituent l'avant-garde de la 3e armée allemande. À la cavalerie se joignent quatre à cinq bataillons de chasseurs à pied, appuyés par deux groupes d'artillerie et de mitrailleuses. Le contingent de fantassins compte plus de 5 000 hommes. Ils ont pour mission de franchir la Meuse entre Houx, Dinant et Anseremme.
Le 15 août, à six heures du matin, les Allemands commencent à bombarder les deux rives de la Meuse. Ils détruisent tout d'abord l’hôpital civil sur lequel figurait cependant une énorme croix rouge. Arborant les mêmes signes distinctifs, le château de Bouvignes transformé en hôpital de campagne pour les blessés français subit un sort identique. Les combats font rage, l'armée allemande s'empare un temps de la citadelle qui surplombe la ville et tente de franchir la Meuse. Elle est sur le point d'y parvenir lorsque la division française Deligny, enfin autorisée à intervenir, fait taire l'artillerie ennemie avec ses pièces de 75 et contribue à repousser l'assaut.
[[Fichier:Manoeuvres 1913, 75.jpg|alt=Photographie de militaires mettant en œuvre un canon de 75mm sur un chemin dans la campagne.|vignette|droite|redresse=1.3| Mise en batterie d'un canon de 75 mm]] lors des grandes manœuvres de l'armée française de 1913.

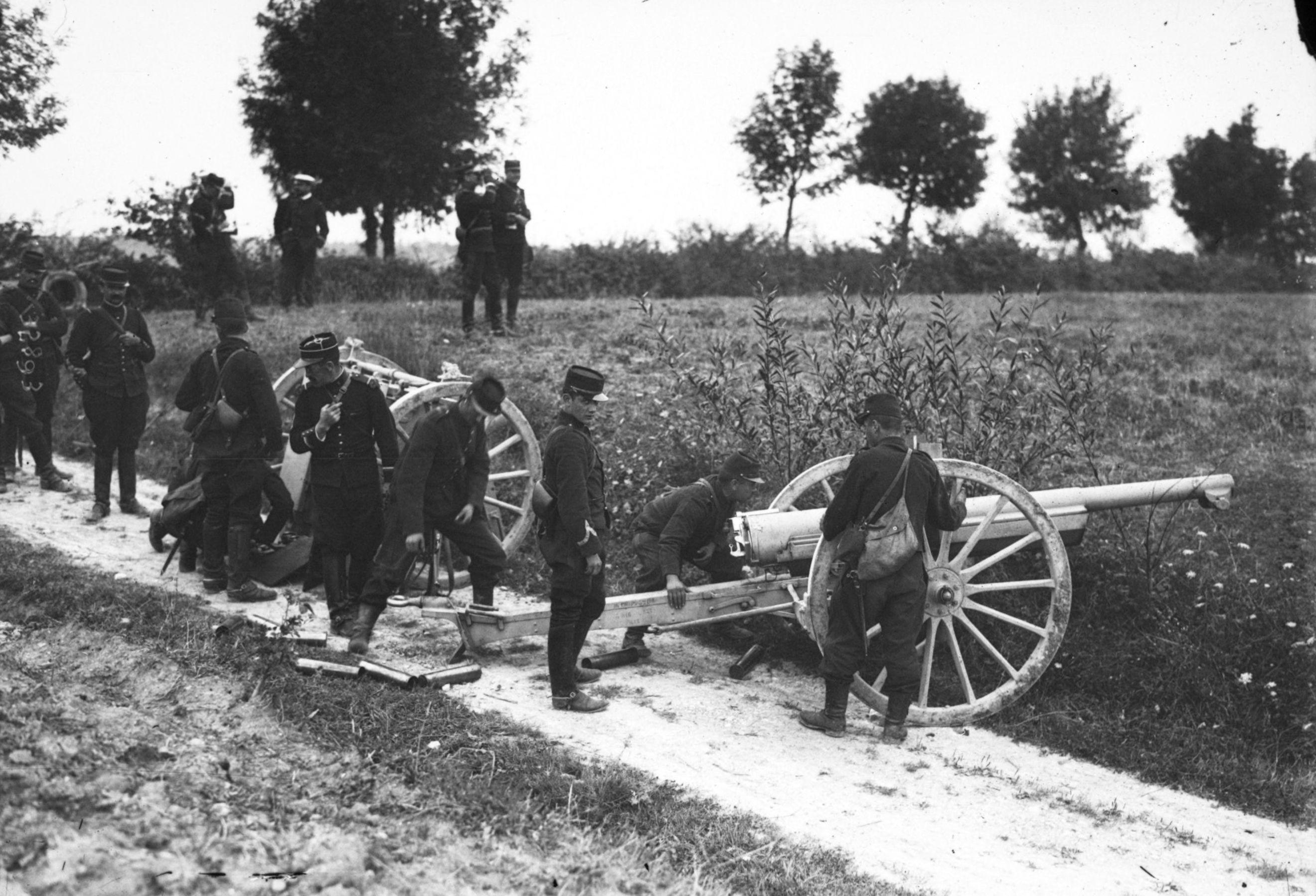
Mise en batterie d'un canon de 75 mm lors des grandes manœuvres de l'armée française de 1913.

Les Allemands quittent Dinant, trois mille de leurs hommes sont morts, blessés, prisonniers ou portés disparus. Lorsque, au sommet de la citadelle, la population dinantaise voit l’étendard français remplacer les couleurs allemandes qui y flottaient, elle entonne la Marseillaise. Les Français découvrent dans la citadelle que des soldats français blessés ont été achevés sauvagement. Un caporal du 148e est retrouvé pendu par le ceinturon à un arbuste, ses parties génitales ont été coupées. Durant la semaine suivante, les troupes ennemies s'organisent. Le général Lanrezac et ses hommes remontent l'Entre-Sambre-et-Meuse tandis que les troupes de von Hausen se rapprochent du front situé alors entre Namur et Givet,.

#### Mythe des francs-tireurs

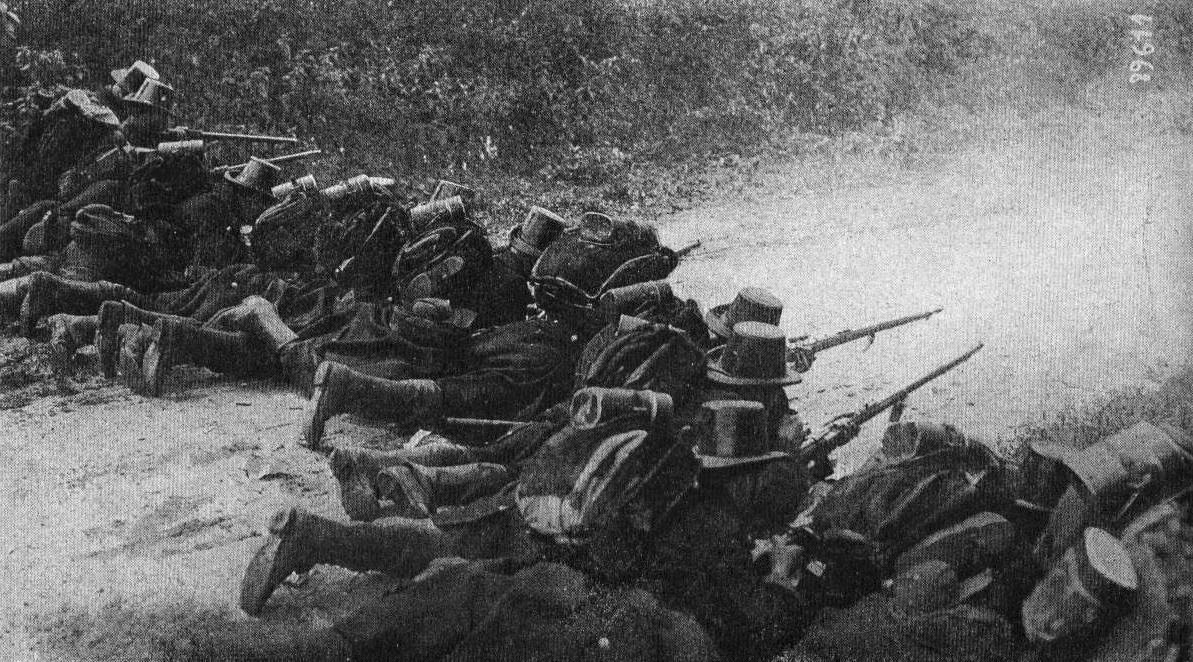
La Garde civique en 1914 à Herstal.

Le mythe des francs-tireurs était particulièrement vivace au sein des troupes allemandes et de ses dirigeants depuis la guerre franco-allemande de 1870. Il était même décrit dans des manuels sur l'art de la guerre : ainsi, les auteurs du (de) Kriegsgebrauch im Landkriege publié en 1902 invitent officiers et hommes de troupes à la plus extrême sévérité dans le traitement à réserver aux francs-tireurs. Cette croyance profondément ancrée modèle donc la perception et la lecture des événements des troupes saxonnes en août 1914. Lorsque les patrouilles ne reviennent pas ou lorsque l'origine des tirs ne peut pas être clairement établie, elles l'attribuent volontiers à des francs-tireurs,,. Des officiers désireux d'attiser la pugnacité et la haine parmi la troupe répandent ainsi des rumeurs, parfois créées de toutes pièces,.
Fait aggravant, la présence du groupe paramilitaire de la Garde civique aux premiers jours de l'invasion confirme cette perception des Allemands, qui l'associent à une milice de civils en armes : en effet, cette troupe, fondée lors de révolution belge de 1830, se compose de bourgeois dont la mission est de défendre l'intégrité du territoire. Si les Dinantais sont désarmés dès le 6 août par ordonnance communale, la Garde civique n'est démobilisée que le 15 au matin et désarmée le 18.

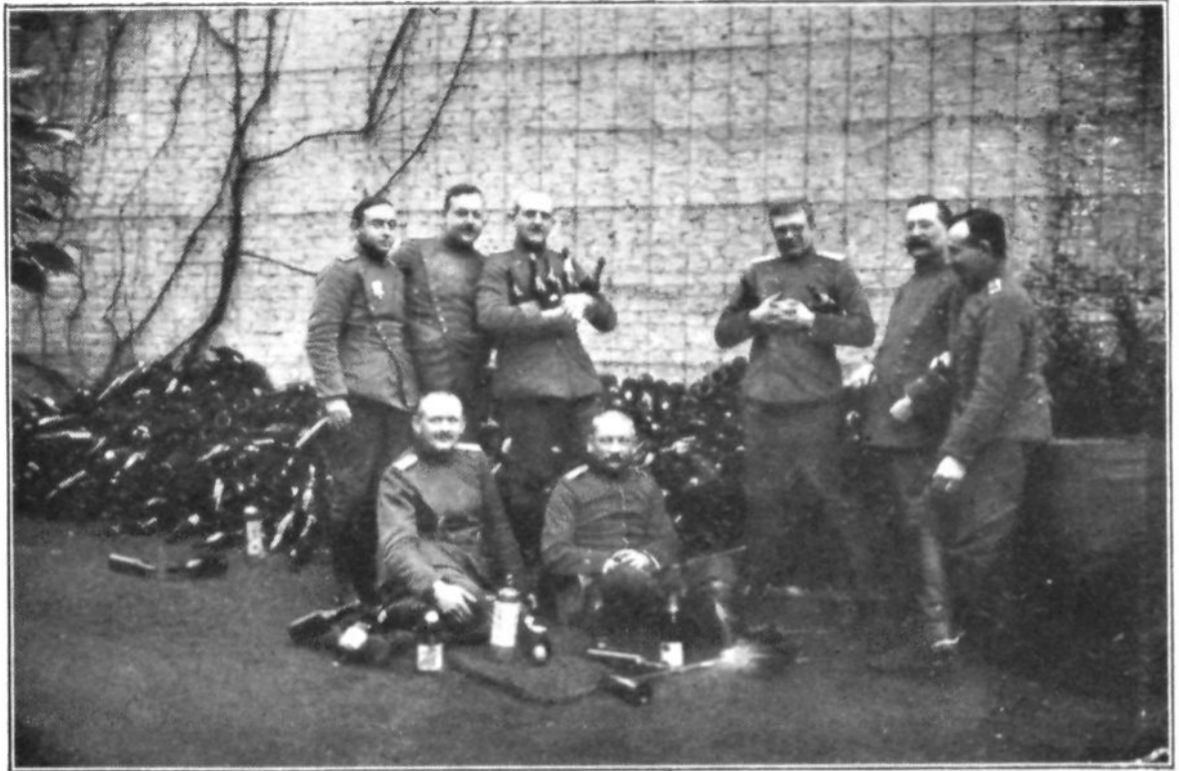
Des officiers allemands dans une propriété réquisitionnée pour le colonel Beeger, le commandant militaire de Dinant, et son état-major.

La défaite cuisante du 15 août mettant 3 000 hommes hors de combat et cette Marseillaise entonnée par la ville libérée exacerbent la haine de l'envahisseur envers la population civile. « Démonstrations que, huit jours plus tard, l'ennemi allait cruellement faire expier aux Dinantais. »
Dès le 21 août, les troupes allemandes vivent donc dans l'angoisse du franc-tireur. L'alcool, pillé dans les habitations, est donc abondamment consommé afin de raffermir les esprits, : cela a pour effet d'accentuer la confusion et l'anarchie qui régneront durant la semaine suivante.
La configuration de Dinant, nichée au fond d'une vallée étroite et profonde, empêche d'identifier la provenance d'un coup de fusil ; de même, cette localisation est difficile lorsque les projectiles ricochent sur la roche. Par ailleurs, les Français, qui occupent les hauteurs de la rive gauche, ne manquent pas de faire feu dès qu'un angle de tir s'offre à eux. Enfin, dans la confusion des combats et la fumée des incendies, nombre de soldats allemands subissent des tirs amis. Tous ces éléments renforcent la certitude des troupes allemandes d'être victimes de francs-tireurs,. Dès lors, les hommes de troupe dont la perception du réel est modifiée au point d'en faire une lecture erronée se sentent autorisés à recourir à la violence dans un élan qualifié par Arie Nicolaas Jan den Hollander de « psychose de guerre »,.

### Déroulement du sac

#### La veille: «Demain, Dinant tout brûlé et tout tué!»
Le 21 août, certains officiers allemands explicitent leurs intentions. Ainsi un capitaine déclare au curé de Lisogne : « Demain, Dinant tout brûlé et tout tué ! - Nous, trop d'hommes perdus, ! »
Dans la nuit du 21 au 22 août, la population civile de Dinant connaît ses premiers heurts, une patrouille allemande de reconnaissance bientôt rejointe par de nombreux soldats vociférants fait une incursion rue Saint-Jacques. Il s'agit d'un bataillon mixte composé des hommes du IIe bataillon du régiment des fusiliers no 108 qui opère conjointement avec la 1re compagnie du bataillon des pionniers no 12. Le raid motorisé dévale sur la ville depuis les hauteurs de la rive droite. Son avant-garde atteint même la Meuse. Les Allemands tuent sept civils et boutent le feu à l'aide de bombes incendiaires à une vingtaine d'habitations de la rue dont cinq occupants périssent dans l'incendie,. Pour les Allemands, il s'agissait là d'une « reconnaissance en force ». Maurice Tschoffen parlera lui de l'« escapade d'un groupe de soldats ivres ». Le journal de marche d'un des bataillons impliqués révèle que la décision de ce raid avait été prise au niveau de la brigade et avait pour objectif la prise de Dinant : « [il s'agit de] prendre Dinant […], d'en chasser les défenseurs, et de détruire la ville autant que possible ». Après guerre, un soldat dénommé Rasch expliquera que, parvenus en fin de nuit au bas de la rue Saint-Jacques et voyant un café encore éclairé, ils y jetèrent une grenade à main et déclenchèrent une fusillade qui ne fit qu'exacerber, dira-t-il, un sentiment de panique, les tirs semblant venir de toutes parts, y compris des habitations. Sa compagnie perd huit hommes et son capitaine est sévèrement blessé. Finalement, cette action désastreuse coûte la vie à dix-neuf Allemands et en blesse cent-dix-sept autres. Deux éléments amplifient les pertes des Allemands : munis de torches, ils constituent des cibles parfaites pour les troupes françaises et il n'est pas à exclure que, pris de panique, les soldats allemands se soient mutuellement tiré dessus. De nouveau, cet épisode conforte le mythe des francs-tireurs.
Ces premières exactions poussent la population à quitter la rive droite pour se mettre en sécurité. Cependant, il lui est demandé de produire un laissez-passer délivré par l'autorité communale pour pouvoir passer rive gauche. Les ponts de Dinant et de Bouvignes étant barricadés, les familles fuient à bord de barges touristiques. Deux-mille-cinq-cents Dinantais parviennent ainsi à se mettre à l'abri derrière les lignes françaises. Le 22 à midi, les Français interdisent ces traversées car elles entravent la circulation des troupes. Le premier corps de la 5e armée française est relevé par la 51e division d'infanterie de réserve et par le 273e régiment d'infanterie. Un petit contingent du corps expéditionnaire britannique est également présent. La 51e division d'infanterie de réserve se retrouve ainsi face à trois corps d'armées allemands sur un front de plus de trente kilomètres de large. À Dinant, le 273e régiment d'infanterie fait face au XIIe corps d'armée (1er corps saxon) de l'armée saxonne en son entier. Un assaut par les Français n'est donc pas envisageable mais la position avantageuse qu'ils tiennent doit leur permettre de retarder le franchissement de la Meuse par le XIIe corps allemand. Dans cette optique, en milieu d'après-midi, les Français font sauter le pont de Bouvignes-sur-Meuse mais maintiennent encore intact celui de Dinant. Ils se retranchent rive gauche où ils attendent l'ennemi tout en renonçant à maintenir des troupes sur la rive droite,,.

#### Le 23 août 1914: le sac de Dinant

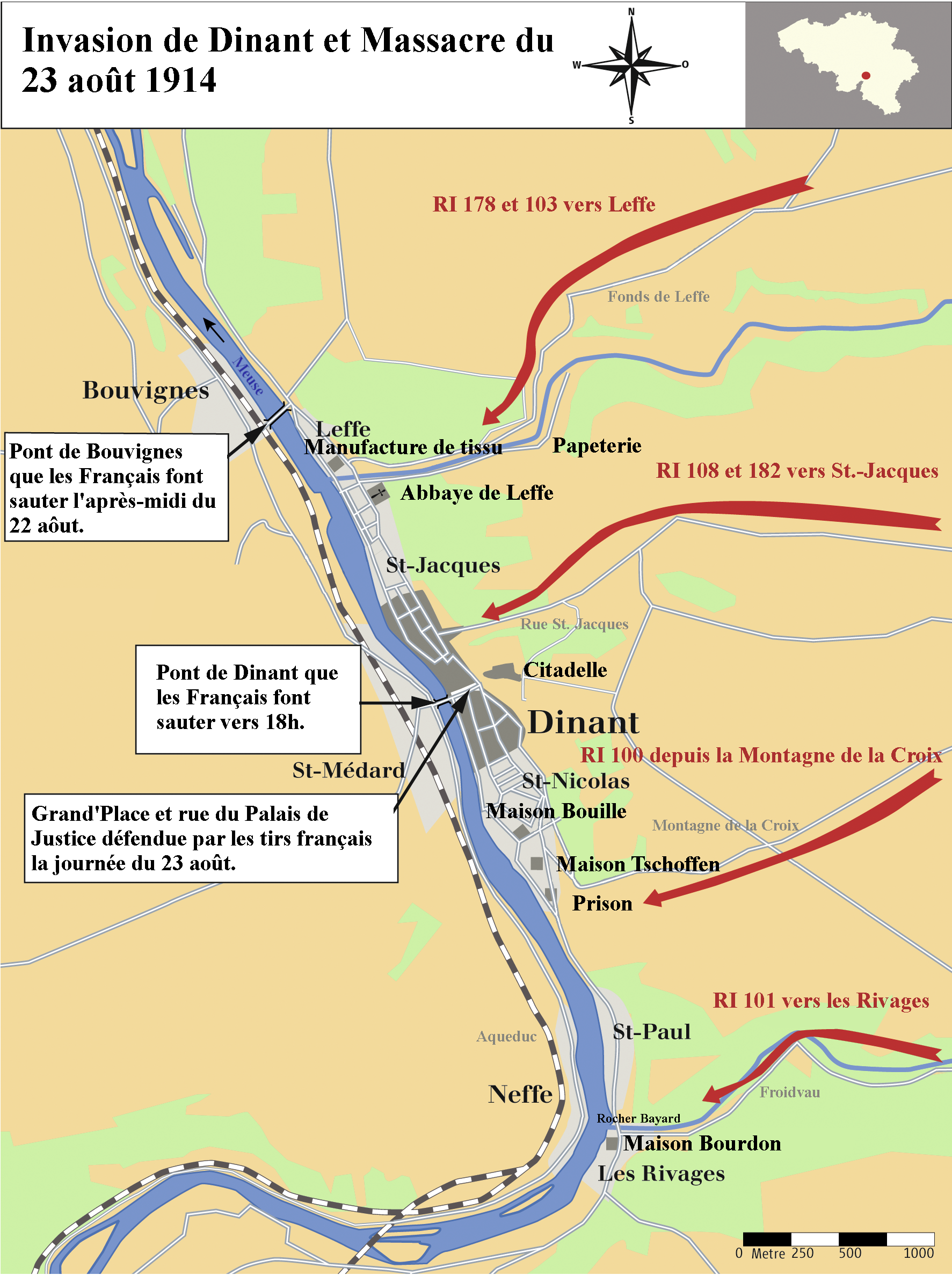

Le 23 août 1914, le XIIe corps d'armée (1er corps saxon) pénètre dans la ville par quatre voies distinctes. Au nord, la 32e division prend d'assaut le secteur situé entre Houx et le faubourg de Leffe. Le 178e régiment de la 64e brigade avance par les Fonds de Leffe. Sur leur passage, les Allemands tuent tous les civils. Treize hommes sont fusillés au Pré Capelle par six soldats du 103e régiment saxon et septante-et-un sont assassinés aux abords de la « papeterie ». Paul Zschocke, sous-officier au 103e RI, expliquera avoir reçu l'ordre du commandant de la compagnie de rechercher les francs-tireurs et « d'abattre toute personne qu'il y trouverait ». Les maisons sont systématiquement visitées et les civils sont soit abattus soit conduits vers l'abbaye des Prémontrés. À dix heures du matin, les religieux, ignorant le sort qui allait leur être réservé, réunissent à la demande des officiers allemands les quarante-trois hommes présents. Ils sont tous fusillés place de l'Abbaye,. Quant aux moines, les Allemands les rançonnent sous le prétexte qu’ils ont tiré sur leurs troupes : le major Fränzel, qui parle français, leur demande ainsi de réunir la somme de 60 000 francs belges ramenée ensuite, après consultation de sa hiérarchie, à 15 000 francs belges,,.
Le soir, les 108 civils qui s'étaient dissimulés dans les caves de la grande manufacture de tissu de Leffe, décident de se rendre. Le directeur, Remy Himmer, par ailleurs vice-consul de la République argentine, ses proches et certains de ses ouvriers sont aussitôt arrêtés. Femmes et enfants sont envoyés au couvent des Prémontrés ; malgré ses protestations auprès du lieutenant-colonel Blegen, Remy Himmer ainsi que trente hommes sont passés par les armes sur la place de l'Abbaye encore jonchée des cadavres du matin. Le soir, le feu est bouté à la grande manufacture. Le massacre se poursuit toute la nuit dans le quartier de l'abbaye : les maisons sont pillées puis incendiées et les civils de sexe masculin sont abattus. Lorsque les Allemands quittent Leffe, il ne reste plus qu'une dizaine d'hommes en vie. La 32e division construit alors un pont de bateaux en face du Pâtis de Leffe et traverse la Meuse,,.
Les régiments no 108, no 182 de la 46e Brigade et les 12e et 48e régiments d'artillerie descendent par la rue Saint-Jacques. À 6 h 30, son avant-garde atteint l'abattoir qui ne tarde pas à être la proie des flammes. Les Allemands, trouvant moins de civils dans les habitations, incendient tout le quartier. Les civils de sexe masculin qui avaient décidé de rester sont tous exécutés sans exception. Dans l'après-midi, un peloton du 108e RI trouve une centaine de civils réfugiés à la brasserie Nicaise. Les femmes et les enfants sont conduits à l'abbaye de Leffe ; les hommes, au nombre de trente, sont amenés rue des Tanneries, alignés le long du mur Laurent puis exécutés. Trois d'entre eux parviennent à s'enfuir à la faveur de l'obscurité tombante,,.
Des hommes du 182e RI construisent une barricade à l'aide de mobiliers pillés dans les maisons. Ils y attachent un jeune homme qu'ils identifient à un franc-tireur, bien qu'il ait été trouvé sans arme, pour servir de bouclier humain. En fin d'après-midi, pris sous le feu de leurs propres troupes, ils abattent leur otage et se replient.

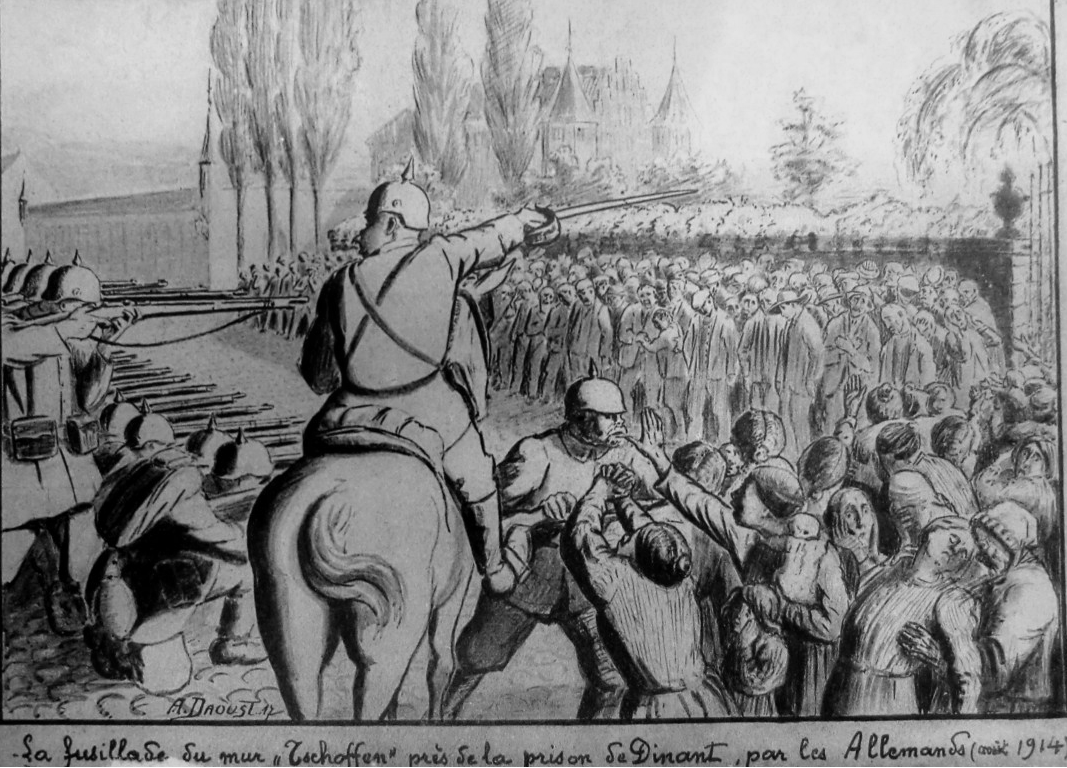
Évocation de la fusillade du mur Tschoffen (à l'arrière plan, la prison) par Alexandre Daoust en 1917.

Le 100e régiment allemand descend de la montagne de la Croix et attaque le quartier Saint-Nicolas qui est mis à sac « de huit heures du matin à huit heures du soir »,. Cet épisode est ainsi décrit par Maurice Tschoffen, témoin des évènements : « Dans la rue déserte, ils marchent sur deux files le long des maisons, celle de droite surveillant les maisons de gauche et inversement, tous le doigt sur la gâchette et prêts à faire feu. Devant chaque porte, un groupe se forme, s'arrête et crible de balles les maisons et spécialement les fenêtres […] Je sais que les soldats jetèrent de nombreuses bombes dans les caves ». Deux hommes sont abattus sur le seuil de leur habitation. Comme dans la rue Saint-Jacques, des civils servent de boucliers humains sur la place d'Armes. Certains d'entre eux tombent sous les balles françaises tirées depuis l'autre rive. Les Allemands en profitent pour traverser la place et gagner le quartier des Rivages où les maisons sont incendiées et les civils acheminés vers la maison Bouille. Là, ils sont répartis dans les différentes annexes, le café, la forge, les écuries. Les incendies progressant, les Allemands les dirigent vers la prison. Au pied de la montagne de la Croix, les hommes et les femmes sont séparés. Les femmes et les enfants sont priés de quitter les lieux mais restent néanmoins pour connaître le sort de leur mari, de leur frère, de leur fils. Une partie des hommes sont conduits à la prison ; cent-trente-sept autres sont alignés sur quatre rangs le long du mur du jardin de Maurice Tschoffen, puis le colonel Bernhard Kielmannsegg du 100e RI commande leur exécution. Les pelotons font feu à deux reprises, puis une mitrailleuse tire sur les cadavres depuis la terrasse du jardin Frankinet. Cent-neuf hommes périssent tandis qu'une trentaine d'hommes feignent d'être morts. Ces derniers, blessés pour la plupart, s'extraient du monceau de cadavres à la faveur de la nuit. Dans les jours suivants, cinq d'entre eux seront repris et fusillés,,,. Le major von Loeben qui commande l'un des deux pelotons d'exécution — le second étant commandé par le lieutenant von Ehrenthal —, témoignant devant une commission d'enquête allemande, indiquera : « Je présume qu'il s'agissait des hommes qui avaient tiré ou agi d'une façon ou d'une autre de manière hostile envers nos troupes ».
Au sud de la ville, le 101e régiment allemand n'arrive que plus tard, dans l'après-midi, par la route du Froidvau. Ses hommes construisent un pont de bateaux en amont du rocher Bayard. Les civils sont faits prisonniers et retenus comme otages. Un groupe de civils de Neffe qu'ils ont contraints à traverser sur des barques les rejoint. Vers 17 h, les Allemands, qui ont déjà avancé de 40 mètres sur la Meuse, essuient un tir nourri depuis la rive gauche. Au motif que les « Français tirent sur eux », les Allemands fusillent les quatre-vingt-neuf otages le long du mur du jardin Bourdon. Septante-six sont tués dont trente-huit femmes et sept enfants dont la plus jeune, Madeleine Fivet, a trois semaines. Le 101e traverse ensuite la Meuse pour se rendre à Neffe. Cinquante-cinq civils s'y sont réfugiés dans un petit aqueduc sous la voie ferrée. Karl Adolf von Zeschau ordonne l'assaut à coups de fusil et de grenades : vingt-trois civils sont tués et douze blessés,.
Vers 18 h, le 23 août, les Français font sauter le pont de Dinant avant de battre en retraite par la route de Philippeville. La barbarie allemande trouve encore à s'exprimer les jours suivants puis finit par s'estomper. Ceux qui quittent trop tôt leur cachette le payent souvent de leur vie. Des civils sont réquisitionnés pour ensevelir les centaines de cadavres qui jalonnent les rues et places de Dinant et de ses alentours,.
Un peu plus tôt, à la prison, les Allemands ont séparé les femmes et les enfants des hommes. Ces derniers, conscients du sort qui leur est réservé, reçoivent l'absolution d'un prêtre. Le bruit d'une fusillade — celle du mur Tschoffen — sème le trouble tant parmi les prisonniers que parmi leurs geôliers. Certains pensent même que les Français tentent de reprendre la ville. L'exécution n'a finalement pas lieu. Les prisonniers sont conduits au rocher Bayard d'où les femmes et les enfants sont contraints de rejoindre Dréhance et Anseremme à pied. Les quatre-cent-seize hommes sont en attente de leur déportation en Allemagne sous le commandement du capitaine Hammerstein,. Les prisonniers sont dirigés vers Marche puis conduits à la gare de Melreux : répartis par groupes de quarante dans des wagons à bestiaux, ils sont envoyés à la prison de Cassel en Allemagne.

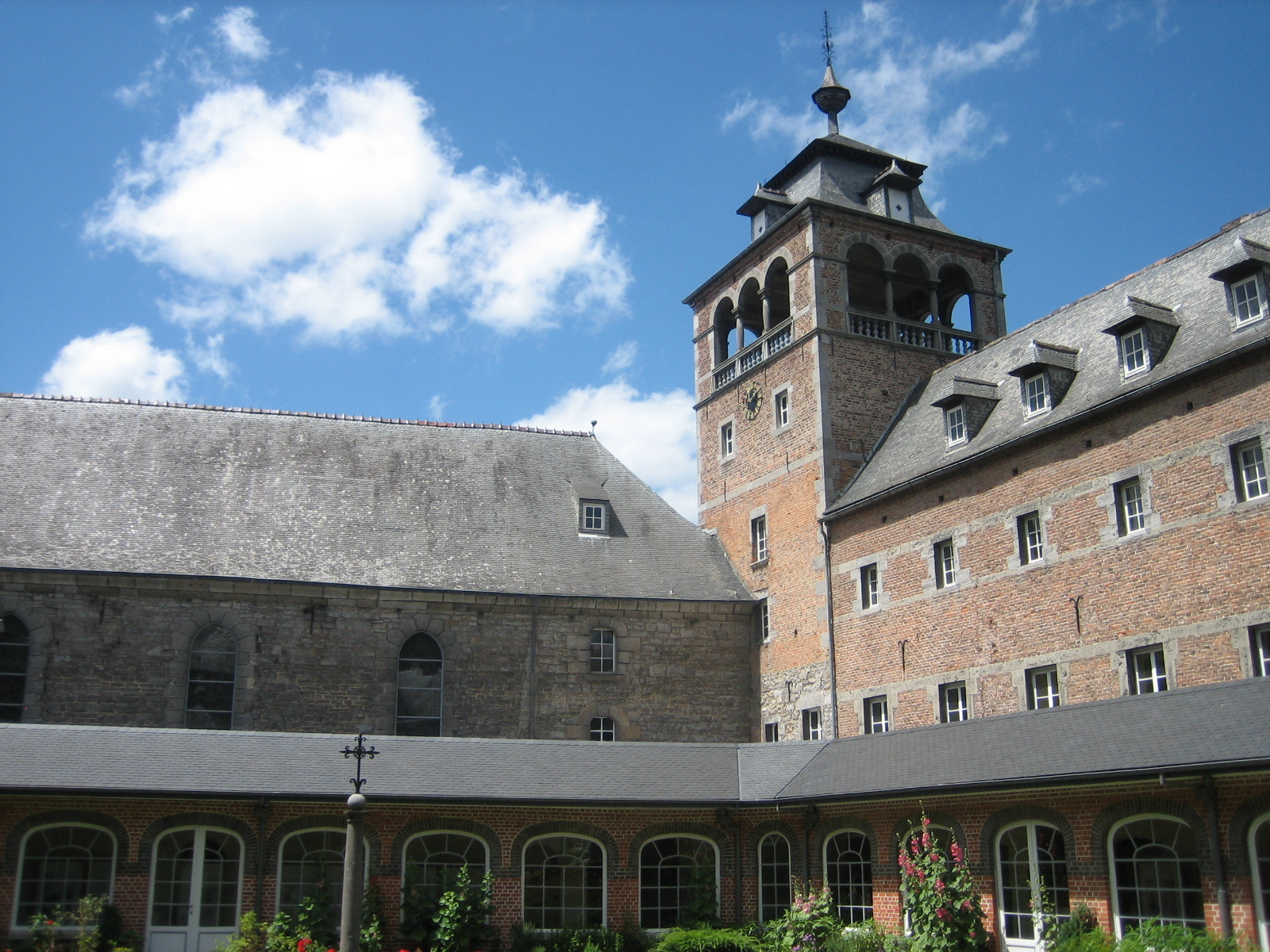
Le cloître de l'abbaye Notre-Dame de Leffe.

Le déplacement des prisonniers en Allemagne est rendu difficile par les exactions commises par les militaires ou les populations locales qu'ils croisent. Certains perdent la raison et sont abattus sans autre forme de procès. Arrivés dans la prison, les conditions de détention des prisonniers sont très difficiles : certains qui avaient échappé à la mort lors des exécutions dinantaises et avaient été déportés bien que grièvement blessés, succombent à leurs blessures. Les membres d'une même famille ne peuvent partager la même cellule. De plus, les prisonniers sont contraints de partager à quatre des cellules individuelles de 9 m2 et qui ne comportent pas même une paillasse. Durant les huit premiers jours, aucune sortie n'est autorisée. Puis le régime passe à une par semaine puis trois. Dans son témoignage, Maurice Tschoffen (le procureur du Roi de Dinant) indique : « Un jour, le directeur de la prison me déclara que les autorités militaires, à Berlin, étaient maintenant convaincues que personne n'avait tiré à Dinant. Je ne sais ce qui lui a permis de faire cette affirmation. On n'avait donc eu aucune raison de nous arrêter ; j'ignore celles que l'on put avoir de nous remettre en liberté ». Plus tard, de retour en Belgique : « le général von Longchamps, me parlant des événements de Dinant, me dit textuellement : « Il résulte, d'une enquête que j'ai faite, qu'aucun civil n'a tiré à Dinant. Mais, il y a peut-être eu des Français, déguisés en civils, qui ont tiré. Et puis, dans l'entraînement du combat, on va parfois plus loin qu'il ne faut… »
De leur côté, trente-trois ecclésiastiques sont également rassemblés à l’école régimentaire de Dinant puis dirigés vers Marche où ils seront maintenus captifs durant un mois.

#### Dinant en ruine
Lors de ce sac, 750 immeubles ont été incendiés ou abattus, les deux tiers des constructions sont détruites.

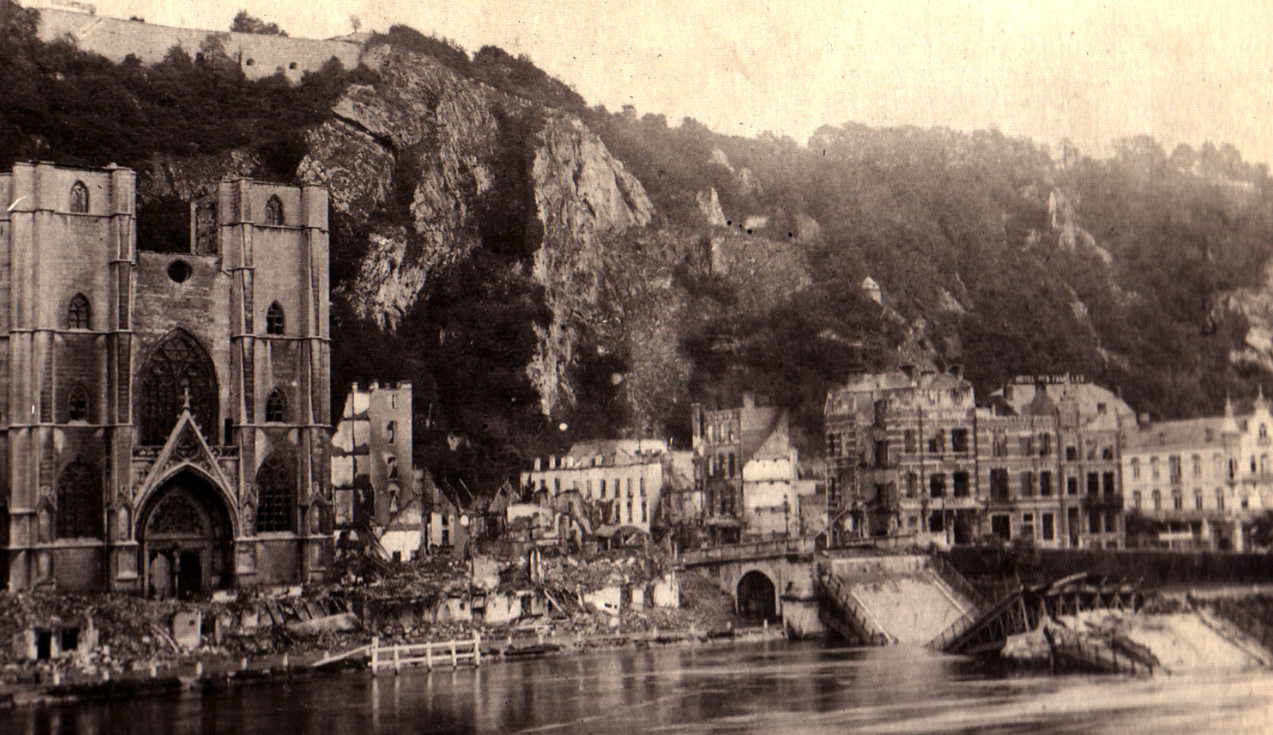
La collégiale et le pont détruit.
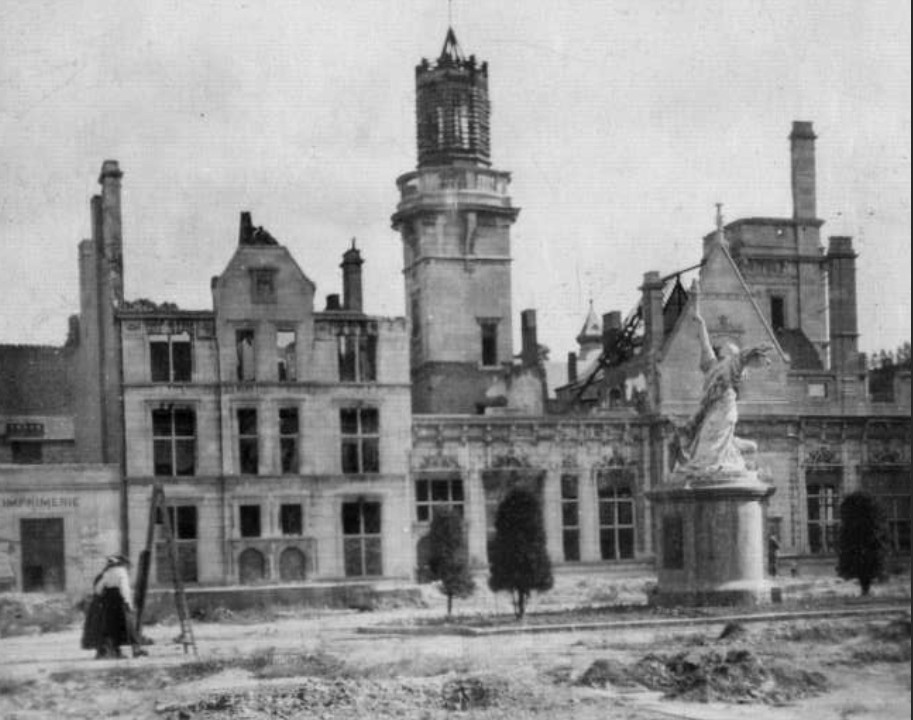
L'hôtel de Ville.
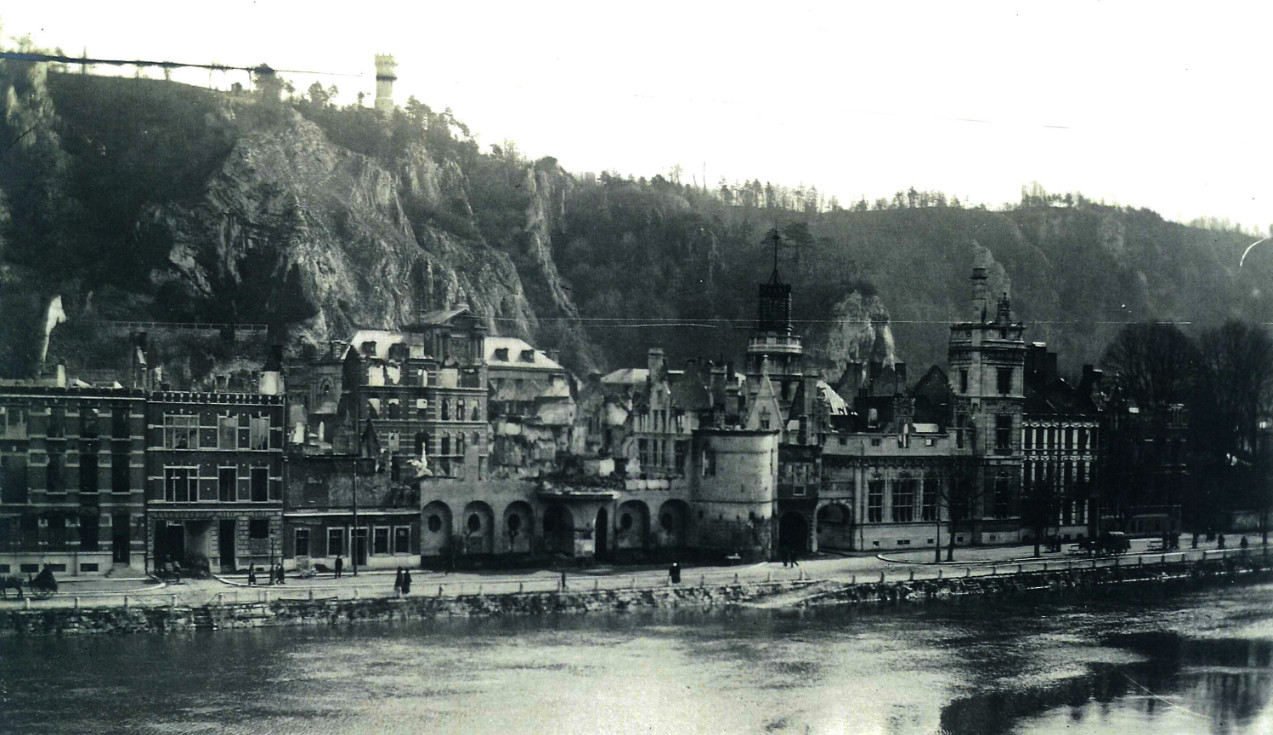
L'hôtel de Ville et la poste depuis la rive gauche.
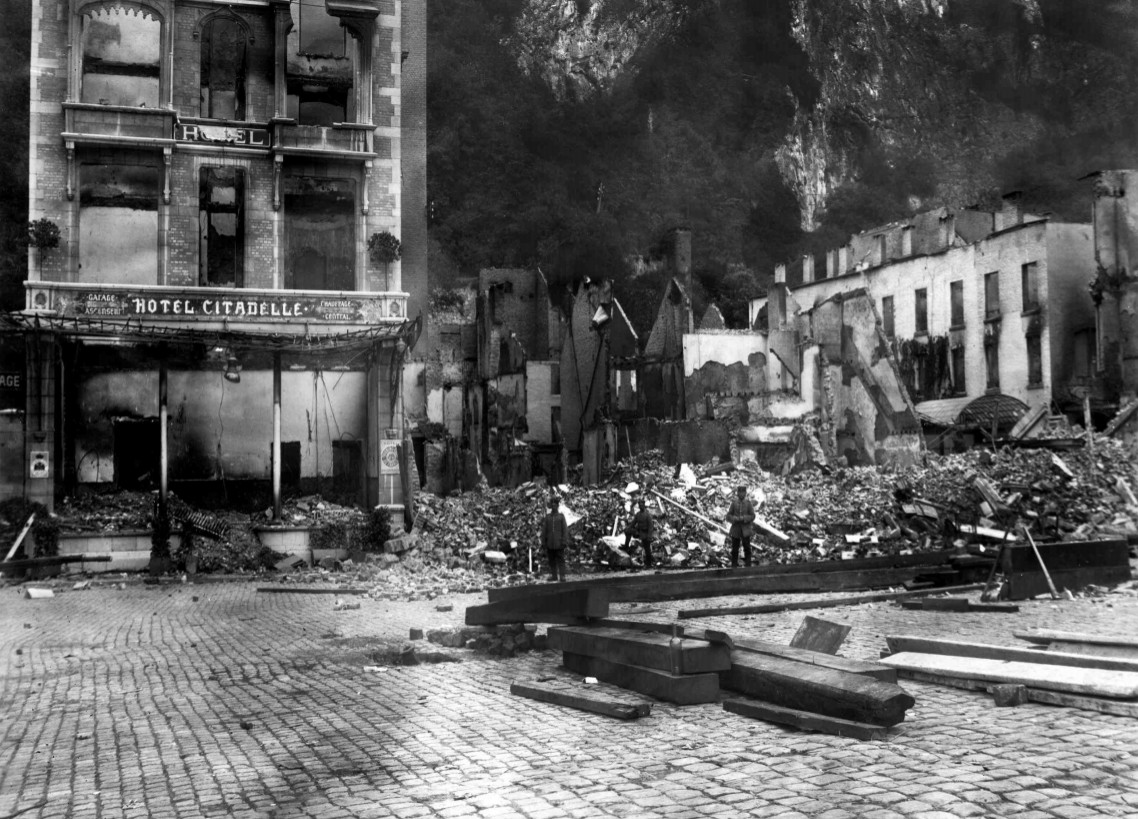
L'hôtel Citadelle.
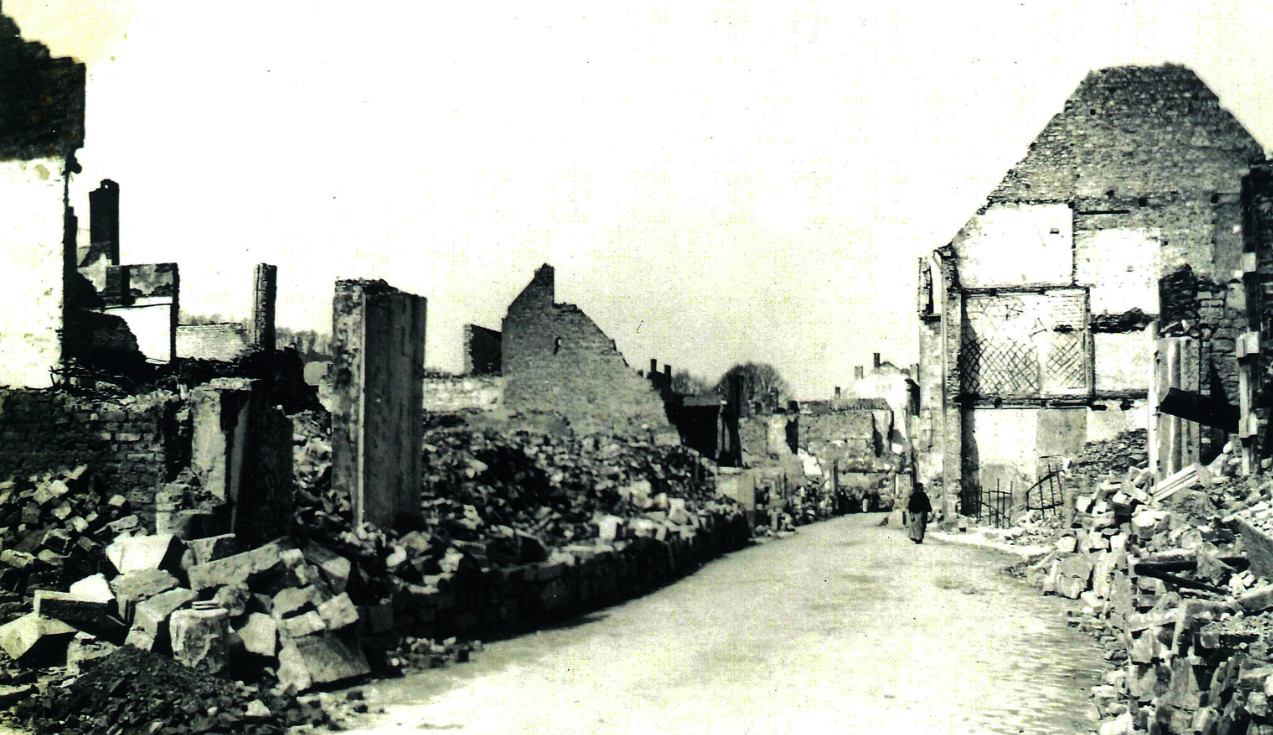
La rue Grande.
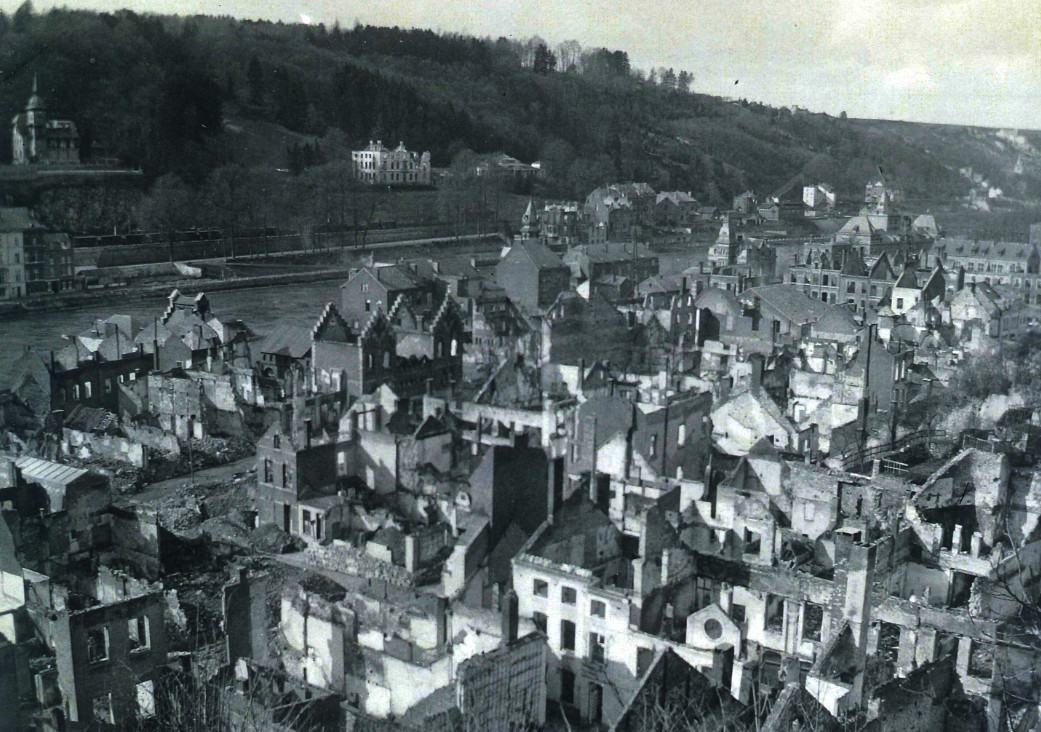
Le quartier Saint-Pierre.
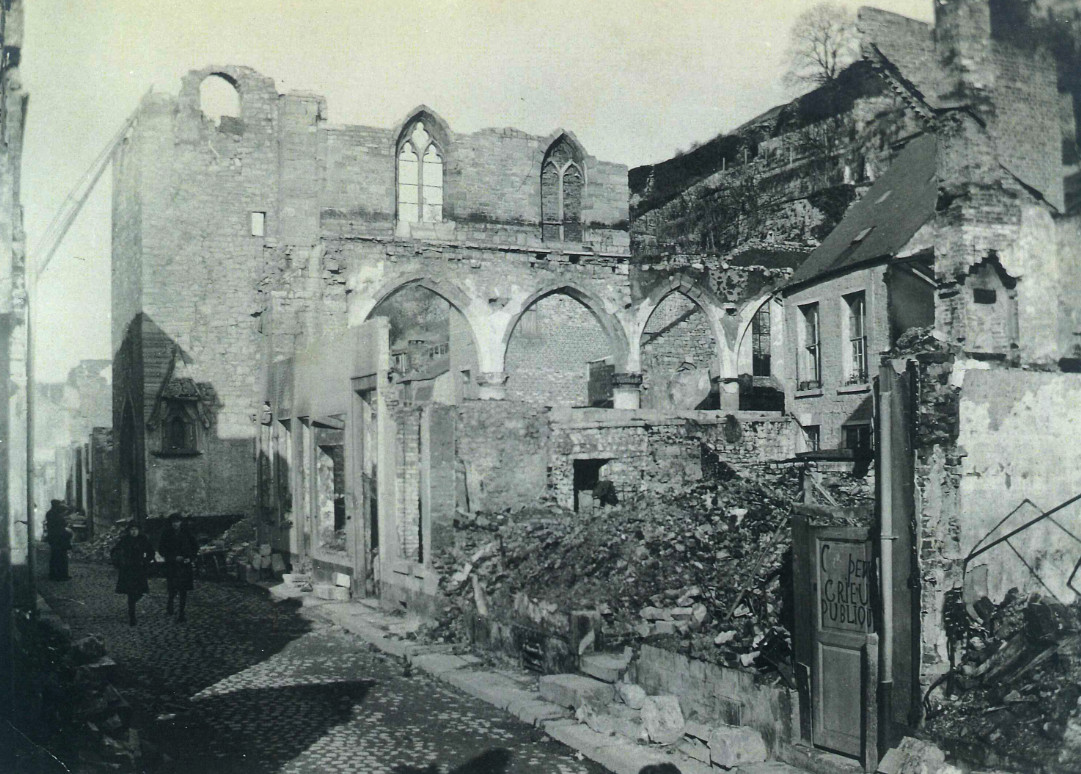
L'église Saint-Pierre.
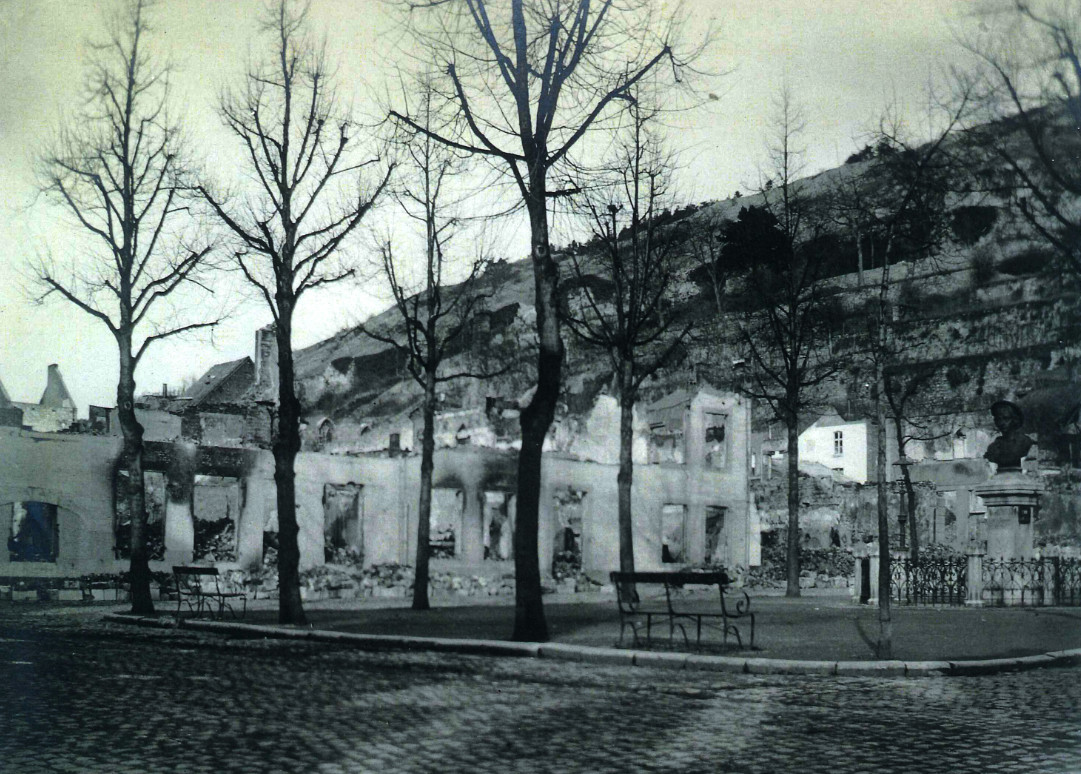
La place Patenier.
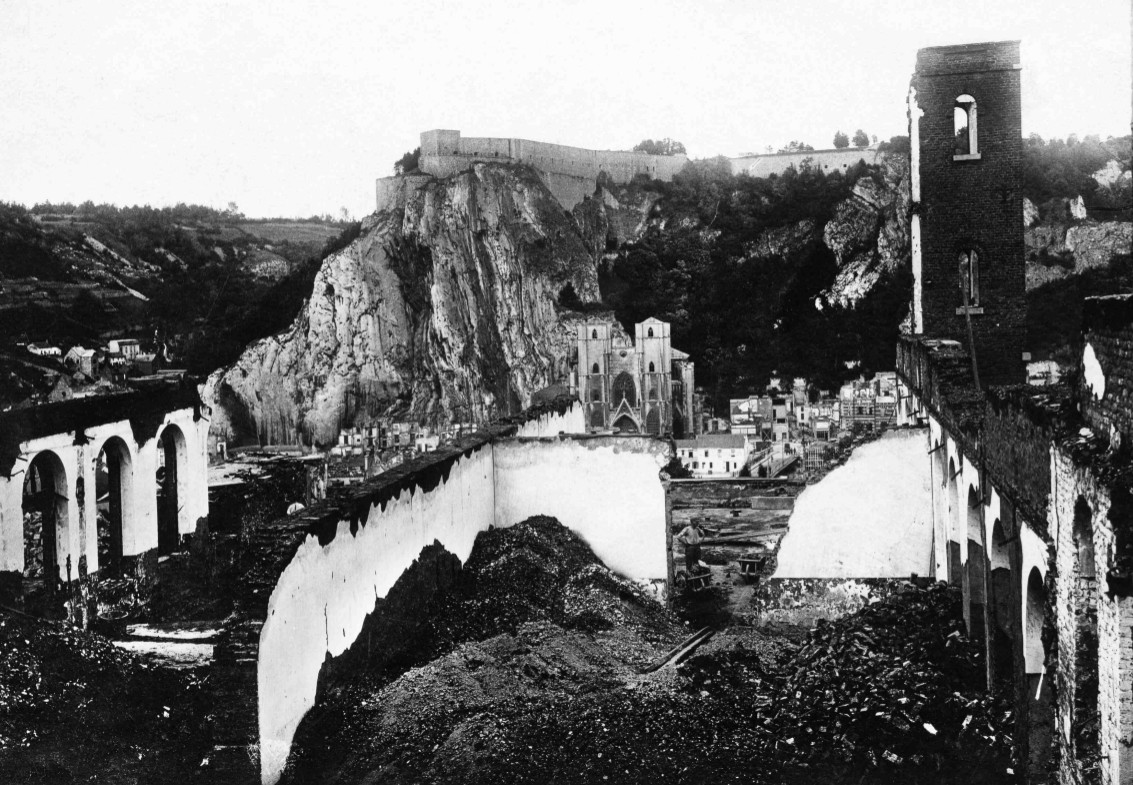
Les ruines du collège de Belle-vue.
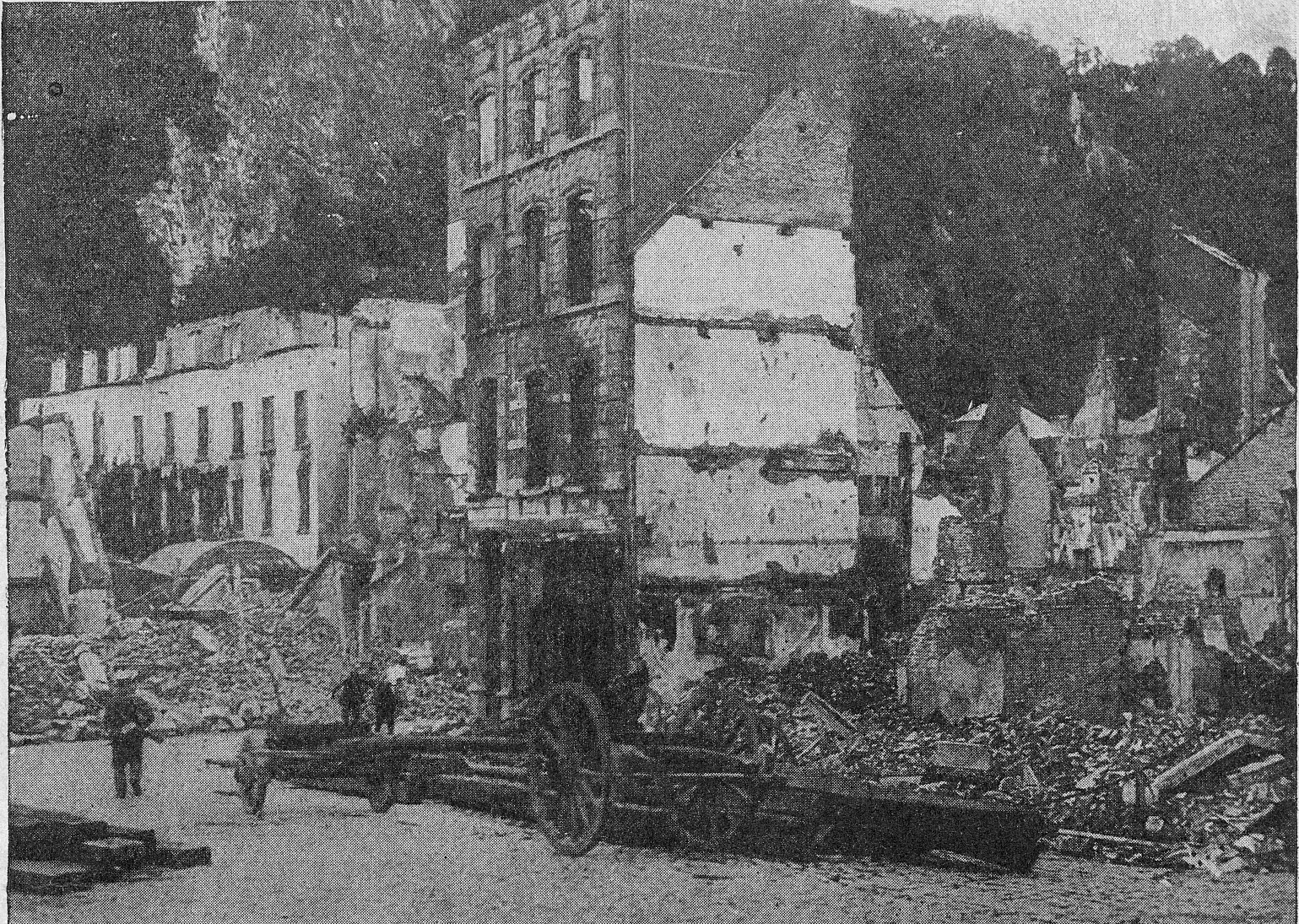
Dinant en ruine en mars 1915, seule la voirie a été dégagée.

### Les protagonistes de l'évènement

#### Le commandement allemand

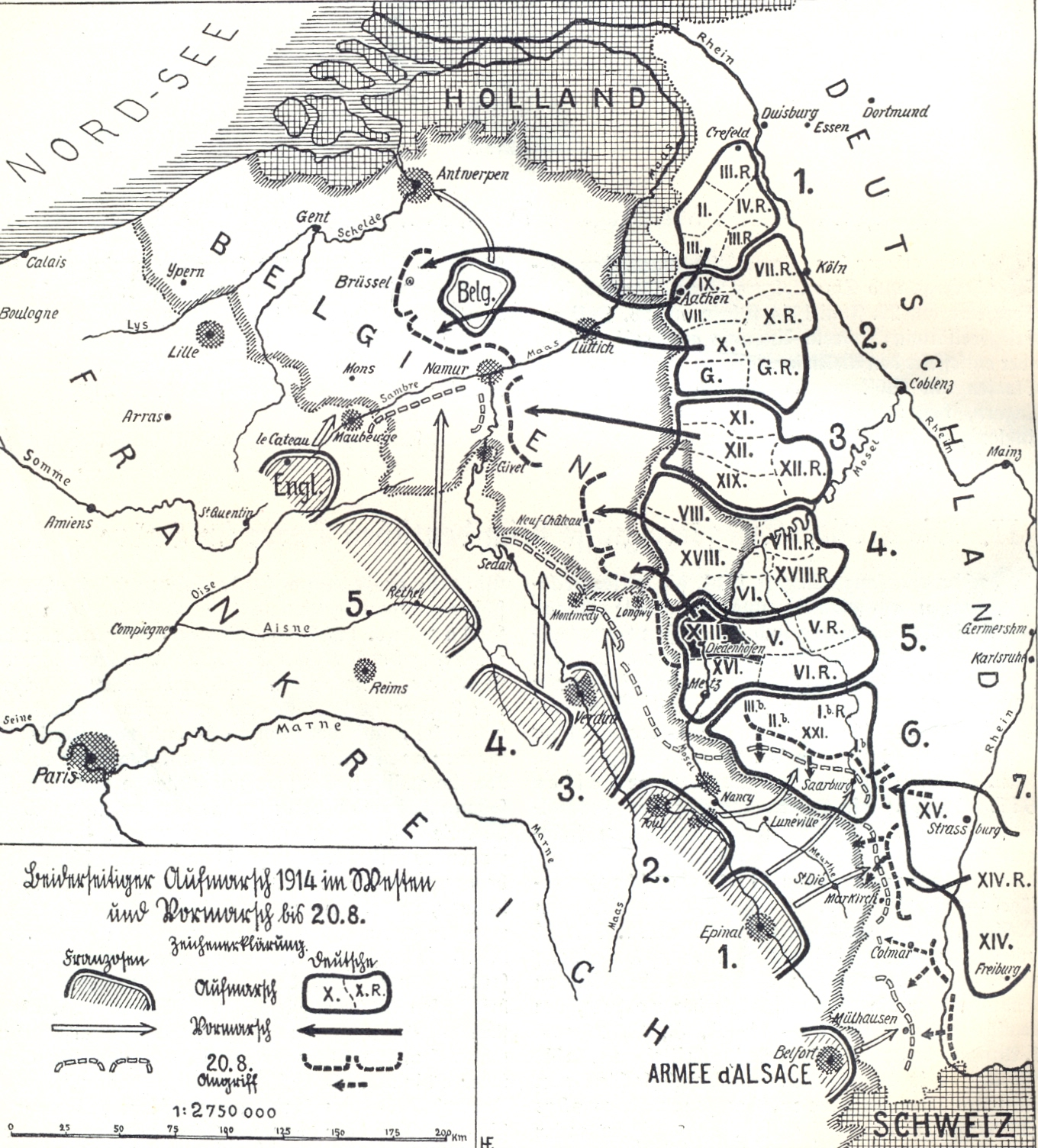
La mission du de la 3e armée : Dinant.

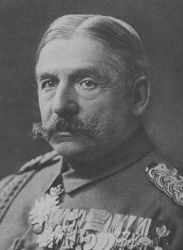
Max von Hausen commandant de la 3e armée allemande.

La 3e armée allemande est sous les ordres du Saxon Max von Hausen. Cette troisième armée est elle-même scindée en trois corps d'armée. C'est le XIIe corps d'armée (1er corps saxon) commandé par Karl Ludwig d'Elsa qui a la charge de la prise de Dinant et du franchissement de la Meuse à cet endroit. Ce XIIe corps est lui-même subdivisé en deux divisions, la 32e division d'infanterie commandée par le lieutenant-général Horst Edler von der Planitz et la 23e division d'infanterie sous les ordres de Karl von Lindeman,.
Explicitant les pensées de l'ensemble de ces chefs de guerre, le général Jakob von Hartmann écrit : « Que des particuliers soient atteints durement, quand on fait sur eux un exemple destiné à servir d'avertissement, cela est assurément déplorable pour eux. Mais, pour la collectivité, c'est un bienfait salutaire que cette sévérité qui s'est exercée contre des particuliers. Quand la guerre nationale a éclaté, le terrorisme devient un principe militairement nécessaire. » Vétéran de la guerre franco-allemande de 1870, Max von Hausen recommande de son côté de se méfier des populations civiles qu'il considère promptes à prendre les armes contre les troupes allemandes. Il en résulte qu'à tous les échelons du commandement, le mot d'ordre est de « traiter les civils avec la plus grande rigueur ».
Les premiers échos concrets de présence de francs-tireurs parviennent à l'état-major allemand tandis que la 3e armée est en train de se concentrer à l'est : « La population, excitée par une presse chauvine, le clergé et le gouvernement, agit selon des instructions reçues à l'avance. Il ne faut […] pas hésiter un instant à réagir à cette situation par les mesures les plus sérieuses et rigoureuses. »
Cette croyance au « mythe des francs-tireurs » conduit les Allemands à prendre les plus sévères mesures contre la population civile. En marge de la bataille de Dinant qui les oppose aux Français, certains bataillons, voire certains régiments, reçoivent pour consigne de terroriser la population civile.

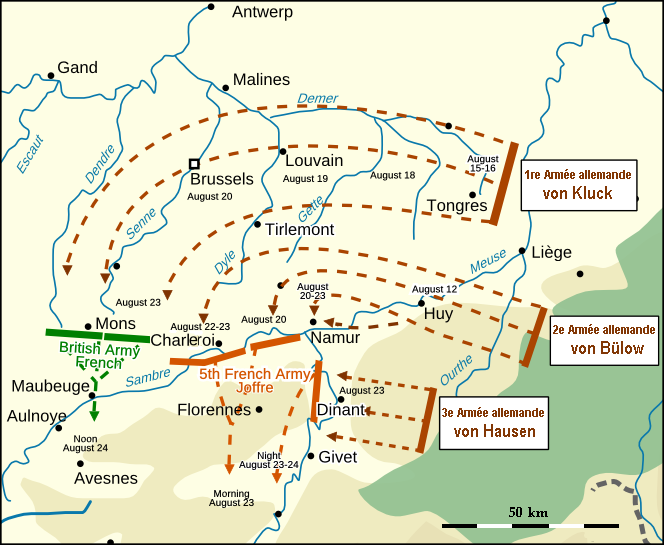
Avancée allemande en août 1914.

C'est le cas du régiment d'infanterie no 178 dirigé par le colonel Kurt von Reyher, lui-même sous les ordres du commandant de brigade, le général-major Morgenstern-Döring, qui demande à ses troupes d’« être impitoyables » et d'« agir sans le moindre égard contre ces fanatiques francs-tireurs et d'user des moyens les plus énergiques ». Von Reyher charge le major Kock du 2e bataillon de « purger les habitations ». En son sein, le capitaine Wilke, commandant la 6e compagnie et plus tard la 9e compagnie placée sous ses ordres pour l'aider dans cette tâche, pilote bon nombre d'actions contre la population civile dans le but de la terroriser, notamment dans les Fonds de Leffe et à l'abbaye,.
Pour ce qui concerne la 23e division d'infanterie au travers de sa 45e et 46e brigade, ce sont principalement le 101e régiment de grenadiers saxons, commandé par le colonel Meister, et le 100e RI, commandé par le lieutenant-colonel Kilmannsegg, qui sont à l'origine des exécutions, des pillages et des incendies au sud de la ville, aux Rivages, dans le quartier Saint-Nicolas, à Neffe sous la coordination de l'adjudant d’état-major Karl Adolf von Zeschau. Le major Schlick, commandant les 3e et 4e compagnies du RI no 101, est l'un des plus actifs dans ces faits,.
Le 178e RI, qui a mis à sac Leffe, traverse la Meuse après le retrait des troupes françaises et atteint Bouvignes-sur-Meuse. Là, il commet de nouveaux actes de violence en faisant trente-et-une victimes. La 3e armée allemande, retardée pendant une semaine, poursuit désormais son avance, laissant dans son sillage un pays dévasté par les pillages, les incendies et les exécutions sommaires de civils, « affrontant ses deux ennemis, les Français et les francs-tireurs de son imagination ».
En février 1915, le premier numéro de La Libre Belgique clandestine énonce : « Il y a quelque chose de plus fort que les Allemands, c'est la vérité ».

#### Les victimes
Six-cent-septante-quatre civils périssent lors du sac de Dinant. Parmi eux, se trouvent quatre-vingt-douze femmes ; dix-huit d'entre elles ont plus de 60 ans et seize moins de 15 ans. Sur les cinq-cent-septante-sept hommes, septante-six ont plus de 60 ans et vingt-deux moins de 15 ans. La victime la plus âgée a 88 ans, quatorze enfants ont moins de 5 ans. L'âge de la plus jeune victime est de 3 semaines.
Le nécrologe reprenant le nom des victimes civiles circule rapidement sous le manteau. La première édition par Dom Norbert Nieuwland parue en 1915 comporte 606 noms. L'autorité militaire d'occupation exige de la population que les exemplaires du nécrologe lui soient remis sous peine de graves sanctions.
En 1922, Nieuwland et Schmitz arrivent à six-cent-septante-quatre victimes (dont cinq disparus). En 1928, Nieuwland et Tschoffen reprennent ce même nombre de victimes et de disparus. Enfin, peu avant le centenaire, Michel Coleau et Michel Kellner éditent une version corrigée du nécrologe et arrivent à un total de six-cent-septante-quatre victimes identifiées et trois non identifiées.

#### Les témoins
Quelques jours à peine après les événements qui viennent de frapper Dinant, les habitants décident de consigner leurs témoignages, permettant ainsi de reconstituer le déroulement des faits.
Trois dépositions parmi des centaines conservées à l’évêché de Namur et à l'abbaye de Maredsous sont particulièrement connues. Les témoins y indiquent :

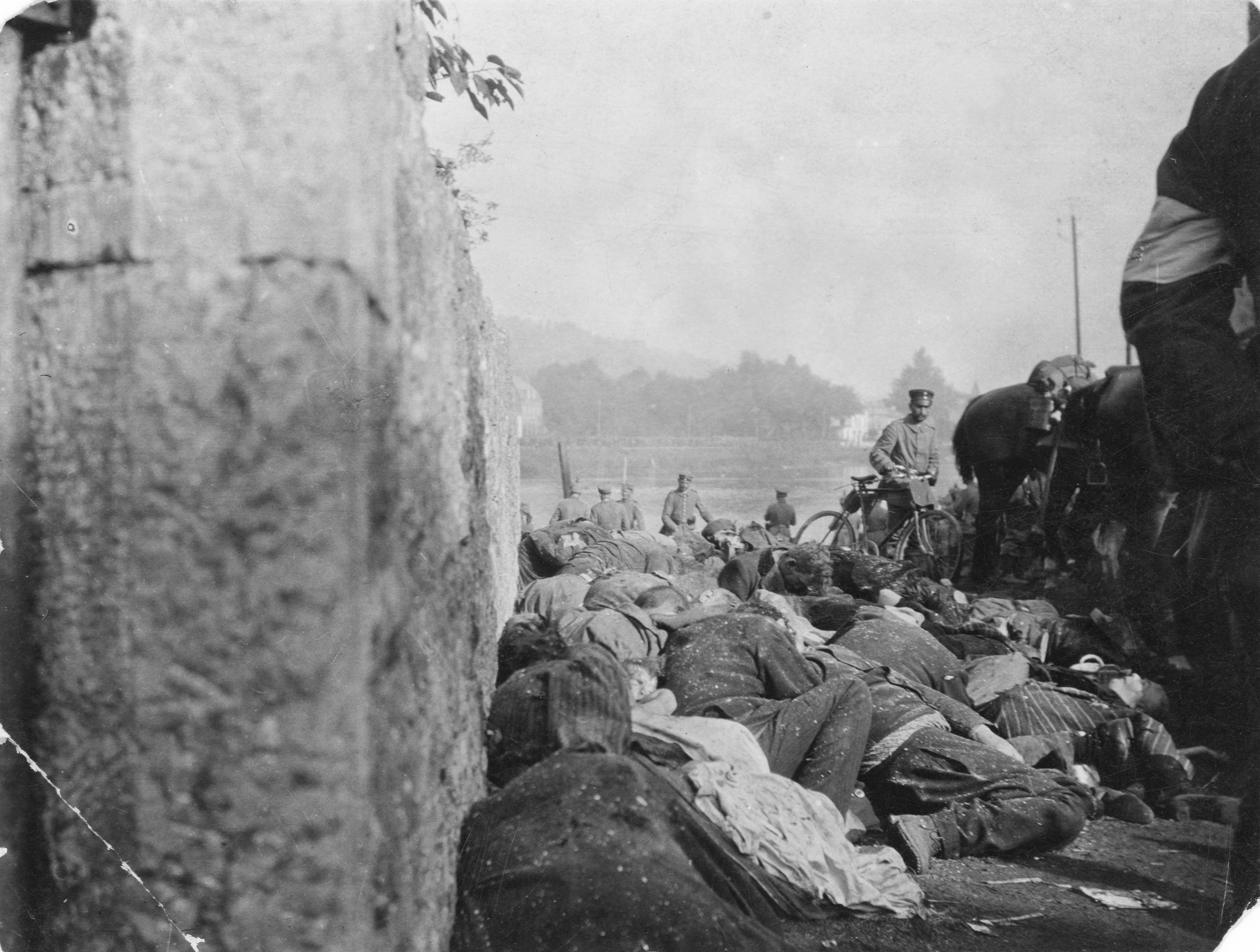
Les septante-six victimes du « mur Bourdon ».

« Toute la famille était rassemblée chez mes parents qui occupaient une maison adossée au rocher, derrière les habitations de Joseph Rondelet et de la veuve Camille Thomas, rue Saint-Pierre. Mon père, qui travaillait à Mianoye (Assesse) était absent. Le dimanche, 23 août, vers 16 heures, en voyant des Allemands s'installer dans le café Rondelet, dont les propriétaires s'étaient enfuis la veille, et y boire jusqu'à l'ivresse, nous nous sommes sauvés dans la montagne. Mais d'autres soldats, qui se trouvaient au-dessus de nous, nous aperçurent ; ma mère qui s'était mise devant nous avec le petit Marcel, âgé de 4 ans, sur les bras, leva la main restée libre. Néanmoins, les soldats tirent sur nous : une première balle casse un bras à Marcel, une seconde touche ma mère au poignet et une troisième lui fait sauter la cervelle. D'autres balles atteignent mes sœurs Adèle et Éloïse, qui tombent. Tandis que Léon, Aline et Paul se sauvent d'un côté, je parviens à me cacher dans un rocher où je suis restée jusqu'au lundi soir. Alors, les Allemands m'ont découverte et, avec d'autres personnes, m'ont conduite chez les Prémontrés, où j'ai retrouvé ceux des miens encore en vie. Le petit René, fils de ma sœur Éloïse, avait été recueilli par ordre des Allemands par Mme Barzin et Mme Coupienne. Arthur Bietlot, qui a enterré nos morts, déclare que le cadavre du petit Marcel était littéralement en morceaux. Constantin Demuyter a été inhumé avec les nôtres, mais je ne sais comment il s'est trouvé là. Le cadavre d'Eugène Mathieu a également été retrouvé dans notre jardin, mais un peu plus haut. »

— Albine Bovy, rapport no 431

« Le 23 août, de grand matin, le canon se fait entendre et nous pensons assister à une bataille analogue à celle du 15. Profitant d'une légère accalmie, vers 10 heures, mon père et moi nous entr'ouvrons la porte d'entrée pour mieux nous rendre compte de ce qui se passe dans la rue. Nous la refermons bien vite, en apercevant, à la hauteur de la caserne, des soldats allemands qui, à notre vue, avaient relevé leur fusil, et nous rentrons sous terre. Quelque temps après, nous entendons le bruit de vitres qu'on brise et de portes qu'on enfonce. Bientôt nous percevons distinctement les coups de hache qui ébranlent la nôtre. Mes parents se décident à aller ouvrir et se trouvaient déjà dans le corridor, lorsque la porte cède sous les coups de ces énergumènes qui font irruption dans la maison, criant comme des démons, et déchargeant à bout portant leurs armes. Mon père, atteint en pleine poitrine, chancelle, recule de quelques pas encore, se cramponne à sa table de coupe et tombe : il était mort. Ma mère, touchée à l'épaule, pousse des cris de douleur et vient se réfugier dans la cave, tandis que ma grand'maman, voulant porter secours à son fils blessé à mort, est elle-même frappée d'une balle dans la nuque qui l'étend par terre. Un quatrième coup de feu atteint mon grand-père, assis dans un fauteuil et le tue. M'apercevant, les bandits déchargent sur moi leurs armes, mais les balles sifflent à mes oreilles sans me toucher. Les soldats, bien convaincus de n'avoir épargné personne, se retirent et autour de moi tout est bientôt plongé dans un silence de mort. »

— Maurice Lion, Rapport no 426

« À peine étions-nous arrivés devant le mur Bourdon qu'on a tiré sur nous ; je suis tombé. Alexandre Bourdon était sur moi. Vers 21 heures, j'ai voulu me relever ; aussitôt on a tiré dans ma direction, mais comme j'étais en dessous de Bourdon, c'est lui qui a été touché. Je pus alors me rendre compte de tout ce qui se passait autour de moi. J'ai entendu un bébé qui pleurait et demandait à boire, c'était la petite Gilda Marchot, âgée de 2 ans ; un Allemand s'est approché aussitôt et a mis le canon de son fusil dans la bouche de l'enfant et a tiré ! Écœuré, je me suis retourné d'un autre côté et j'ai vu un soldat qui portait quelque chose au bout de sa baïonnette ; j'ai reconnu le corps de ma petite nièce, Mariette Fivet, qui avait trois semaines. Après avoir joué avec ce cadavre d'enfant, le soldat l'a déposé à terre et lui a mis le pied sur l'estomac pour retirer sa baïonnette… Le lendemain, j'ai enterré le corps de mon frère, de ma belle-sœur et de la petite Mariette, âgée de 22 jours. J'ai constaté que les linges du bébé étaient tout déchirés à l'estomac et remplis de sang. »

— Camille Fivet, Rapport no 475

### Réactions immédiates au massacre

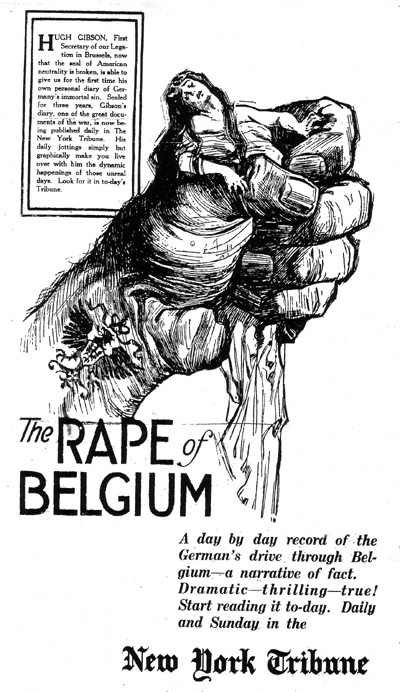
Illustration du « viol de la Belgique » par le New-York Tribune.

Thomas-Louis Heylen, évêque de Namur, ne tarde pas à informer le pape Benoît XV. L'opinion publique internationale s'indigne. Un groupe de nonante-trois intellectuels allemands adresse un « manifeste aux nations civilisées », le manifeste des 93, dans lequel ils tentent de disculper leur armée. Le 10 mai 1915, l'Office du Reich aux Affaires étrangères adresse au monde un Livre blanc qui tente de démontrer que « les malheureuses troupes allemandes ont été cruellement éprouvées à Dinant par les attaques sauvages et déloyales d'une population fanatique ».
Le Gouvernement belge rétorque en écrivant son Livre gris en 1916 : « Celui-là est deux fois coupable qui, après avoir violé les droits d'autrui, tente encore, avec une singulière audace, de se justifier en imputant à sa victime des fautes qu'elle n'a jamais commises ». La presse anglo-saxonne, outrée, parle du « viol de la Belgique » (The Rape of Belgium). Depuis, ce terme reste associé aux exactions subies par la population civile belge en août et septembre 1914.

De son côté, l'évêque de Namur répond aux Allemands à la suite de la publication de leur Livre blanc : 

« Nous n'attendons que le moment où l'historien impartial pourra venir à Dinant, se rendre compte sur place de ce qui s'y est passé, interroger les survivants. Il en reste un nombre suffisant pour reconstituer l'ensemble des faits dans leur vérité et dans leur sincérité. Alors il apparaîtra que jamais, peut-être, on n'a rencontré chez des victimes une innocence plus démontrée, chez les agresseurs une culpabilité aussi évidente. Les événements se résoudront au déchaînement, au sein d'une armée, d'une cruauté aussi inutile qu'inexpliquée. Alors l'univers, qui a déjà jugé avec une extrême et juste rigueur le massacre de près de sept cents civils et la destruction d'une ville antique, avec ses monuments, ses archives, ses industries, appréciera avec plus de sévérité encore ce nouveau procédé qui, pour se laver d'une accusation méritée, ne recule devant aucun moyen et transforme en assassins des victimes injustement sacrifiées. »

## Les procès d'après-guerre

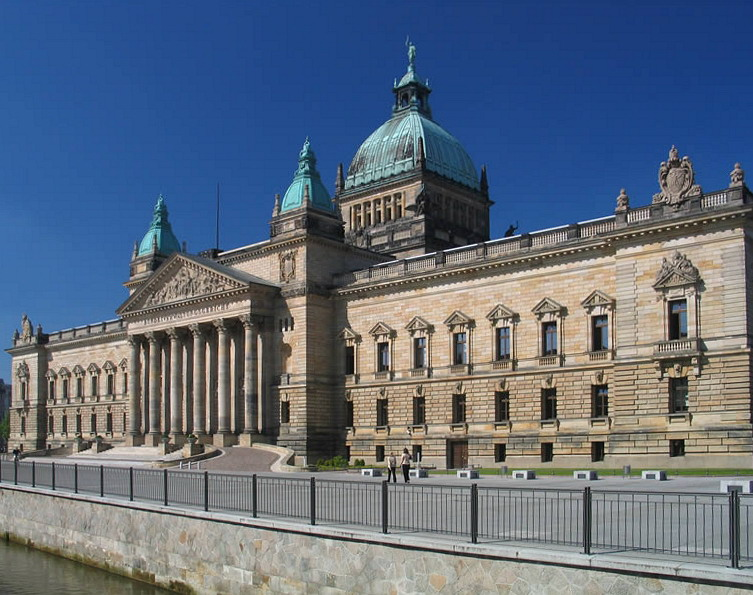
Immeuble ayant hébergé le Reichsgericht à Leipzig en 1921.

Lors du traité de Versailles, les Alliés imposent à l'Allemagne d'organiser le procès des présumés criminels de guerre allemands : il s'agit des procès de Leipzig qui se déroulent en 1921. La liste de demandes d'extraditions des alliés comporte, en février 1920, huit-cent-cinquante-trois noms de dirigeants et officiers accusés de comportements indignes à l'égard de civils, de blessés ou de prisonniers de guerre. Parmi ces noms, seuls quarante-trois sont transmis au tribunal allemand, le Reichsgericht. Ainsi, la France souhaite voir jugées onze personnes, la Belgique, quinze et la Grande-Bretagne cinq. De même, l'Italie, la Pologne, la Roumanie et la Yougoslavie font juger douze individus. Néanmoins, aucune de ces instructions ne concerne directement le sac de Dinant.
Confier au vaincu le jugement de ses propres ressortissants pour crimes de guerre constitue une innovation. Néanmoins, ces procès de Leipzig sont décevants pour les Alliés car la justice allemande est prompte à disculper les accusés ou leur trouver des circonstances atténuantes. Ils jugent les peines infligées faibles voire symboliques au regard des crimes commis.
Finalement, en ce qui concerne plus directement les exactions commises par la 3e armée allemande, les Français et les Belges mettent en accusation sept généraux. Le 9 mai 1925, une cour martiale réunie à Dinant condamne par contumace des officiers allemands jugés coupables du sac de la ville. Fin 1925, la cour de Leipzig rejette en bloc l'ensemble de ces jugements et n'y donne par conséquent aucune suite.
Parmi ces sept généraux figure le colonel Johann Meister commandant du 101e régiment de grenadiers. Il est acquitté en raison de l'absence de preuves ; de plus, le jugement s'appuie sur les enquêtes allemandes de 1915 et de 1920, reprenant l'argumentaire du Livre blanc consacré aux francs-tireurs. Enfin, si elle reconnait l'existence des exécutions d'otages, la cour estime que rien ne prouve le caractère illégal de leur perpétration.

## La mémoire du massacre

### Lieux de mémoire et commémorations

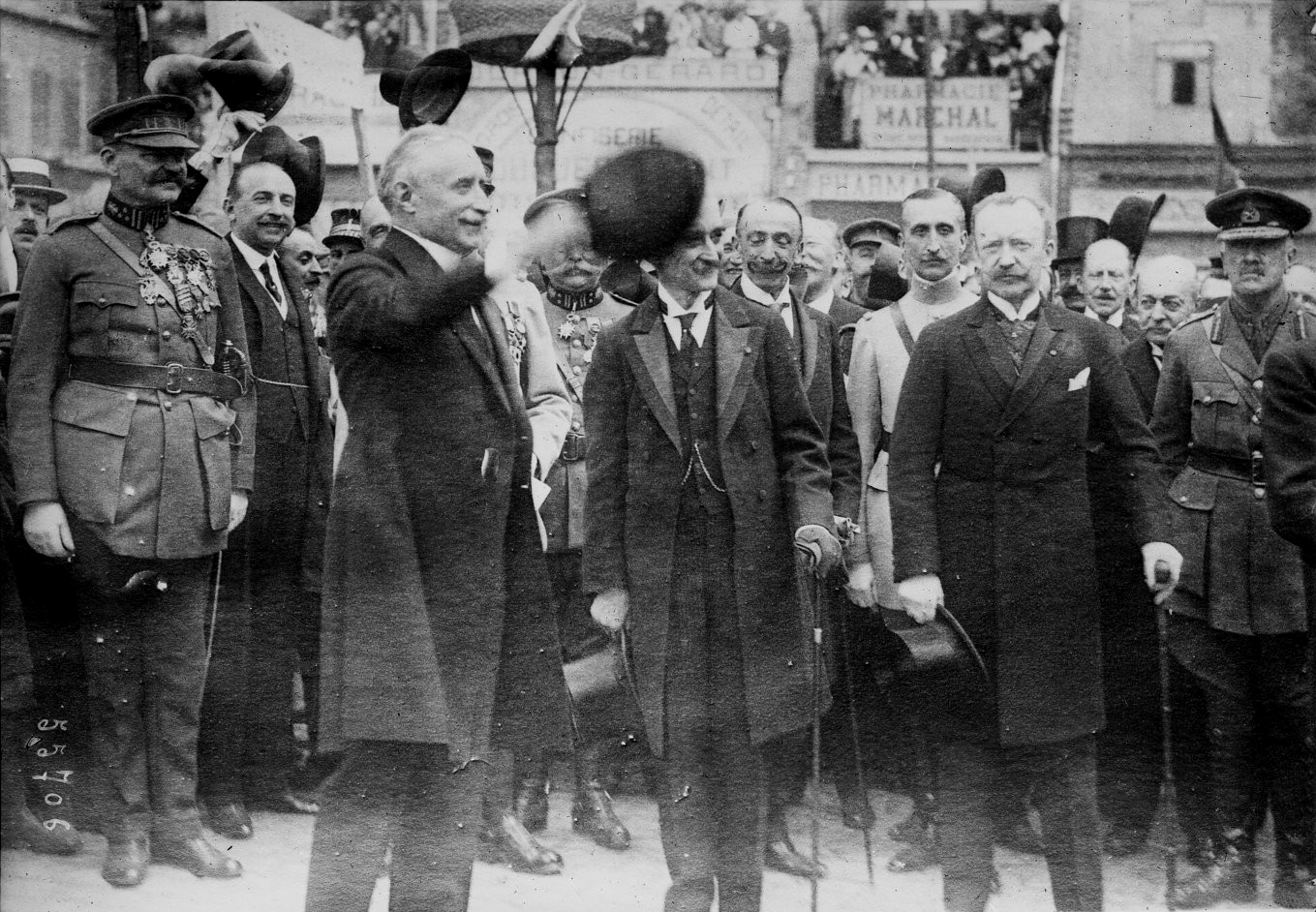
Paul Deschanel, président de la Chambre des députés française, lors des commémorations du 23 août 1919 à Dinant.

Le 23 août 1919, le président de la Chambre française des députés, Paul Deschanel, rend hommage aux victimes dinantaises. Jean Schmitz et Norbert Nieuwland s'appuient sur cette intervention pour montrer la singularité de Dinant au sein des villes martyres belges et françaises :

« Dinant est une des stations de la voie sanglante par où l'humanité s'est élevée, dans la douleur, à la justice. » C'est ainsi que s'exprima sur les ruines de la ville et les tombes des victimes, le 23 août 1919, en ce jour anniversaire du Sac de Dinant, M. Paul Deschanel, alors Président de la Chambre française. Et il disait bien vrai. De toutes les villes martyres sur le front occidental — et Dieu sait si elles furent nombreuses tant en France qu'en Belgique — personne ne refusera à Dinant la première place. Ce lugubre honneur, elle l'a payé assez cher du reste pour qu'on ne le lui marchande pas ; car ce n'est pas seulement un passé de gloire et de prospérité qu'elle a vu anéantir en quelques heures, ce ne sont pas uniquement des souvenirs historiques et des œuvres d'art qu'elle a vu détruire par la torche incendiaire, — d'autres villes ont matériellement plus souffert que la cité mosane, mais elles ressuscitent déjà — non, ce qui place au premier rang la ville de Dinant sur la liste si longue des cités martyres, c'est son nécrologe. Elle pleure près de sept cents de ses enfants qui ne sont plus et qui, innocentes victimes, ont été lâchement assassinés par l'ennemi sans qu'aucun jugement préalable ait été porté, sans qu'aucune preuve de culpabilité ait pu être formulée contre eux. »

### Monuments commémoratifs
Le 20 août 1922, un monument commémoratif est inauguré au lieu-dit « La Papeterie » (scierie Ravet). Saccagé en 1940, il demeure toujours visible et rend hommage aux 68 personnes fusillées à cet endroit.
Le même jour, deux plaques de bronze réalisées par la Compagnie des Bronzes de Bruxelles sont inaugurées à l'emplacement de l'ancienne manufacture de tissu en hommage à son directeur, Remy Himmer, et ses 147 travailleurs. Un temps perdues, elles sont retrouvées en 1956 dans une décharge publique à Anseremme et placées dans les Fonds de Leffe jusqu'en 2005. À cette date, elles retrouvent leur emplacement d'origine.
Le 23 août 1923, un monument néo-classique est inauguré à Neffe. Le monument est lui aussi endommagé par les Allemands en 1940. Il rend hommage à 81 victimes : les 23 victimes de l'aqueduc ainsi que les habitants de Neffe fusillés au « mur Bourdon ».
Le 23 août 1927, l’« Autel de la Patrie » dans la cour de l'hôtel de ville est inauguré en présence du prince héritier de Belgique. Réalisé par le sculpteur bruxellois Frans Huygelen, le monument représente au travers de différents groupes de bronze une allégorie de la Patrie souffrante et finalement victorieuse. À cette occasion, des stèles commémoratives sont également inaugurées dans différents endroits de la ville dont celle du « mur Tschoffen ». Cet imposant bas-relief en bronze d'1,4 mètre de haut et de 3,5 mètres de long a été réalisé par le même artiste. Sur le socle en pierre bleue est écrit : « Pieux hommage du souvenir dinantais aux 674 victimes innocentes de la furie teutonne dont 116 trouvèrent la mort ici, le 23 août 1914 ». Une stèle commémorative est également inaugurée à l'emplacement du « Mur Bourdon » en 1927. Elle comportait un bas-relief, aujourd'hui disparu, représentant un peloton d'exécution tenant en joue des femmes et des enfants. Il rend hommage aux 83 victimes qui ont trouvé la mort à cet endroit dont 7 enfants de 3 semaines à 2 ans.
Le 5 octobre 1930, un Sacré-Cœur est inauguré à Leffe, place de l'Abbaye, au lieu-dit « À la cliche de bois ». Il remplace un premier mémorial érigé vers 1920. Une plaque commémorative du sculpteur Frans Huygelen représentant le buste d'un Christ en croix est apposée sur l'ancienne maison Servais en hommage aux 243 victimes de Leffe.

Le 23 août 1936, un monument à la mémoire des 23 700 victimes civiles belges d'août et septembre 1914, dont les 674 victimes du sac de Dinant, est inauguré Place d'Armes : furore teutonico. Le monument est réalisé par le sculpteur Pierre de Soete ; il comporte en son centre une main dont deux doigts sont tendus vers le ciel en signe de promesse. La stèle centrale reprend le serment des Dinantais : 

« Devant Dieu et devant les Hommes, sur notre honneur et notre conscience, sans haine et sans colère, pénétrés de l'importance du serment que nous allons prêter, nous jurons tous que nous n'avons, en août 1914, rien connu, vu ni su qui aurait pu constituer un acte de violence illégitime à l'égard des troupes de l'envahisseur. »

 Il est détruit par les Allemands lors de la Seconde Guerre mondiale, en mai 1940.
En 1937, est inauguré dans un bâtiment de la citadelle de Namur le Panorama des batailles de la Meuse dû au peintre Alfred Bastien qui représente notamment l'incendie de la collégiale de Dinant et le martyr vécu par les habitants dinantais.
Un nouveau mémorial, reprenant la liste exhaustive des victimes, est inauguré en bord de Meuse pour le centenaire du massacre, le 23 août 2014 en présence du roi et des autorités.

Quelques mémoriaux dinantais
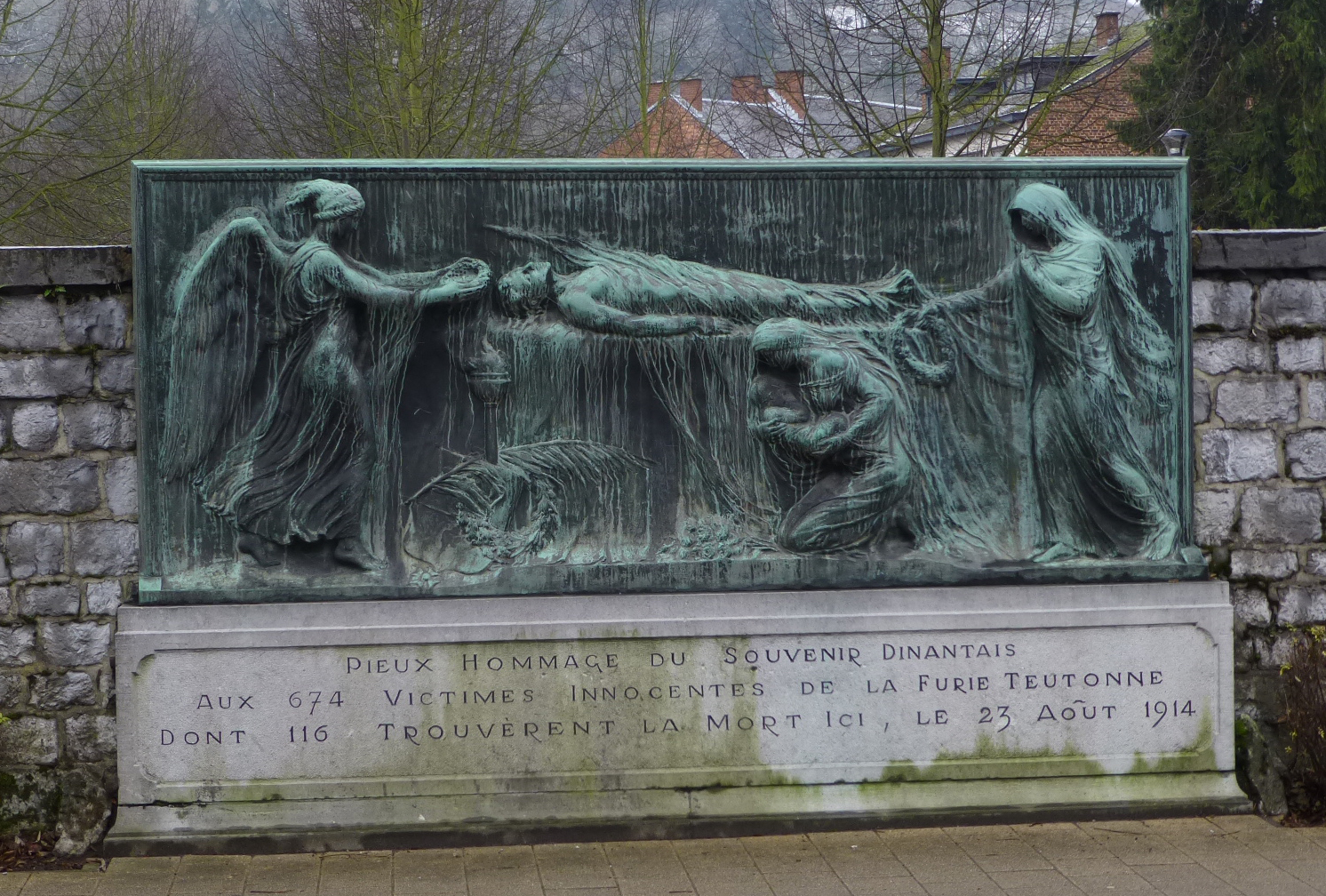
Mémorial aux 674 victimes (mur Tschoffen).
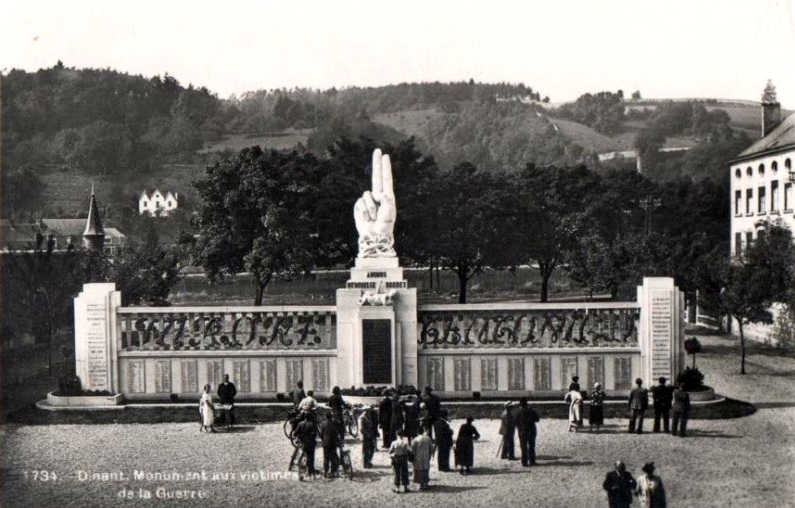
Le monument national aux victimes civiles de 1914-1918 détruit en 1940.
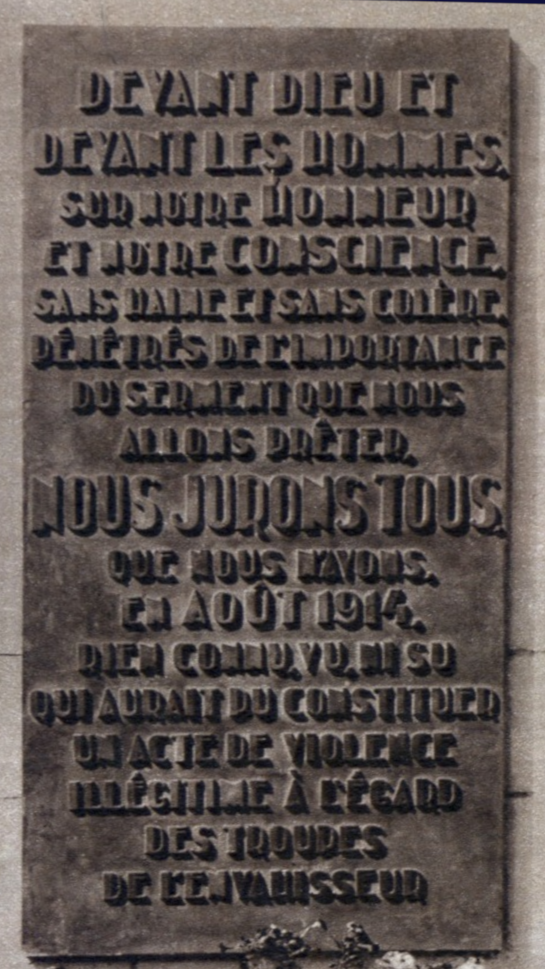
Le serment des Dinantais.

### Des excuses allemandes tardives

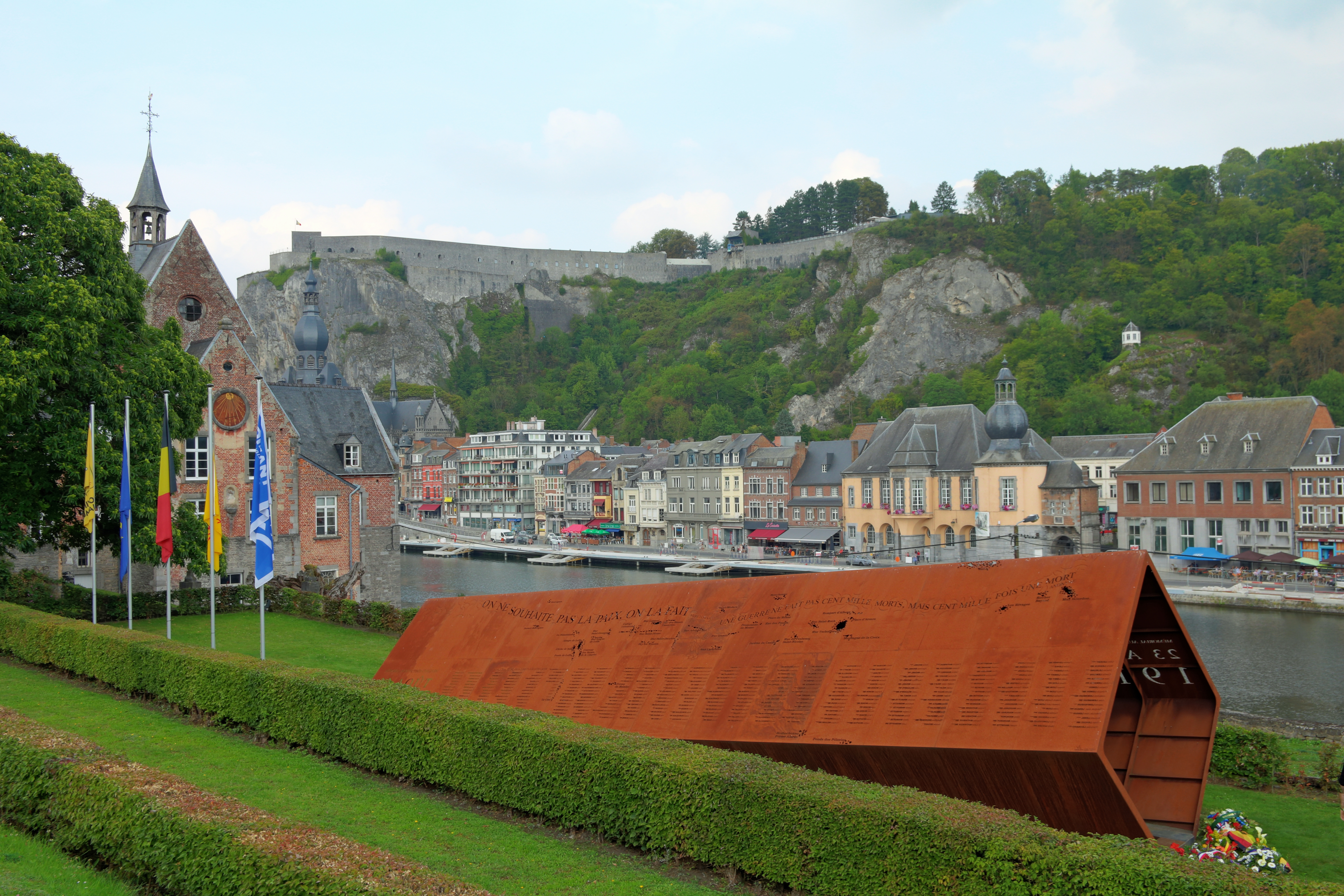
Le mémorial du centenaire (en bord de Meuse rive gauche).

Le 6 mai 2001, le gouvernement allemand au travers de son secrétaire d'État de la Défense, Walter Kolbow, présente 87 ans après les faits officiellement ses excuses pour les atrocités infligées à la population dinantaise en 1914.

« […] Et c'est la raison pour laquelle je me trouve ici aujourd'hui. J'aimerais à tous vous demander de pardonner les injustices que des Allemands ont commises autrefois dans ce pays. Je vous le demande parce que je considère qu'une telle demande s'impose plus que jamais, à l'heure précisément où le processus d'unification de l'Europe s'intensifie, une Europe au sein de laquelle nos deux pays pratiquent en commun une politique qui vise à empêcher le retour de tels crimes et de telles souffrances. »

Les autorités communales répondent qu'il ne leur appartient pas d'accorder le pardon au nom des morts mais saluent ce rapprochement parce qu'« Il fallait le faire pour la jeunesse et pour l'avenir ». Un groupe de jeunes Belges et Allemands hissent ensuite symboliquement le drapeau allemand sur le pont de Dinant ; il était jusqu'à cette date le seul absent alors que tous les autres drapeaux européens pavoisaient le pont.

## Historiographie

### La recherche dans l'immédiat après-massacre

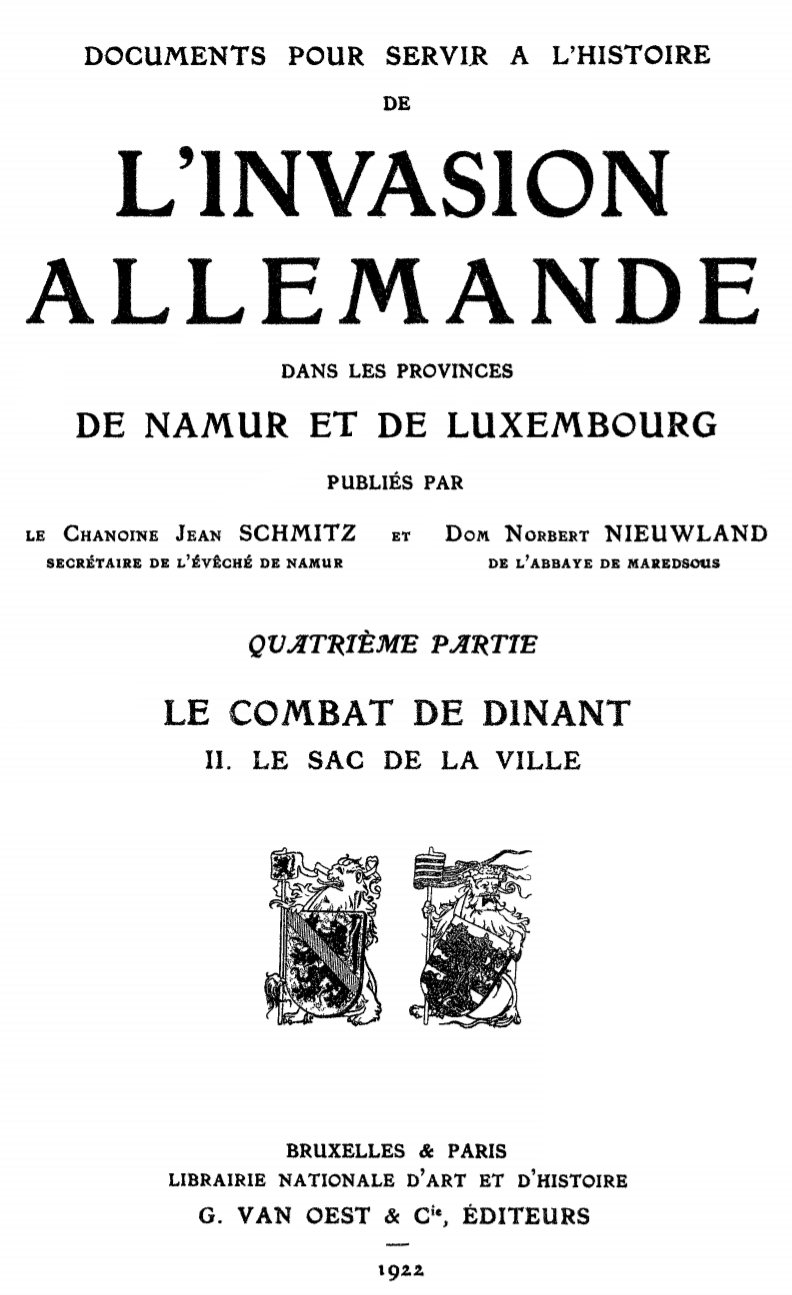
Publication du chanoine Jean Schmitz et de Dom Norbert Nieuwland en 1922.

Les écrits relatifs aux massacres perpétrés à Dinant sont récoltés dès l'hiver 1914. Dans un premier temps, il s'agit de consigner des témoignages, d'établir la liste exacte des victimes. Joseph Chot, le professeur d'histoire qui accueille Philippe Pétain en août 1914, parcourt ainsi le Namurois à la recherche de témoignages. Dom Norbert Nieuwland, de l'abbaye de Maredsous, publie un premier nécrologe comportant 606 noms. Il est par la suite maintes fois publié, y compris par la presse étrangère, au point de conduire le commandement militaire allemand à en interdire la détention.

La presse, surtout britannique, mais également la presse des pays neutres, publient dans leurs colonnes des témoignages de civils et des pamphlets dénonçant le comportement de la Deutsches Heer accusée de bafouer les accords pourtant conclus par l'Allemagne dans le cadre de convention de La Haye de 1907. Parfois, le besoin d'emphase pousse certains journalistes à forcir encore le trait, ce qui fait dire à Edouard Gérard : 

« Des gens de lettres plus soucieux, paraît-il, de « monnayer notre désastre » — l’expression n’est pas de moi — que de contribuer à la « mise en lumière de la vérité », ont publié déjà des récits de haute fantaisie. C’est insulter à la mémoire de nos martyrs. »

Les Britanniques et les Américains tiennent la Belgique pour un pays martyr et parlent du « viol de la Belgique ». De nombreux Américains ignorent que les États-Unis ont ressenti le besoin d'un engagement, au moins humanitaire.
La réponse officielle allemande tardant, 93 intellectuels allemands adressent un « manifeste aux nations civilisées » dans lequel ils tentent de disculper leur armée.
Le Livre blanc allemand en février 1915 soutient la thèse selon laquelle les troupes impériales se sont heurtées à des francs-tireurs organisés, armés et formés par le gouvernement belge : hommes, femmes — et même enfants — leur auraient fait subir mille avanies sournoises leur causant d'énormes pertes. De telles attaques auraient ainsi rendu nécessaire une riposte, même violente. L'évêque de Namur, Mgr Thomas-Louis Heylen, réagit également en publiant une Protestation contre les accusations du Livre blanc allemand en octobre 1915. La Belgique s'oppose également au Livre blanc en faisant paraître son Livre gris en mai 1916.
Dès 1914, bien avant la parution du Livre blanc allemand et indépendamment des travaux réalisés par l'État pour rédiger son Livre gris, le cardinal Mercier souhaite pouvoir collecter des informations précises et objectives sur les exactions commises par les Allemands.
Répondant à cet appel, à Namur, Mgr Thomas-Louis Heylen confie à son secrétaire, le chanoine Jean Schmitz, la tâche de rassembler témoignages et documents en vue de rédiger « une histoire exacte et vraie de tout ce que le pays avait souffert et de l’opposer au monument d’hypocrisie et de mensonges que les Allemands avaient construit ». Jean Schmitz, du fait de sa position au sein de l'évêché, peut s'appuyer sur la collaboration des 719 paroisses que compte le diocèse. Très vite, il réalise la difficulté de sa tâche, en particulier pour réaliser un récit cohérent et objectif. Accompagné du vicaire général, il décide de se rendre sur place pour recueillir les témoignages, les documents et pour prendre des clichés des traces laissées par les auteurs des crimes. Le 31 octobre 1915, un premier mémoire est adressé au gouverneur militaire, Moritz von Bissing, aux représentants des pays neutres et au pape Benoît XV.
De son côté, le cardinal Mercier désigne un moine de l'abbaye de Maredsous, Dom Norbert Niewland, pour réaliser un travail équivalent.
Les deux chargés de mission ignorent qu'ils réalisent la même tâche. À la fin de la guerre, en novembre 1918, ils décident de travailler de concert et mettent en commun l'imposante documentation — plus de 2 000 témoignages — qu'ils ont déjà rassemblée durant ces quatre années de guerre. De cette manière, ils peuvent procéder à des recoupements entre les sources pour tendre à l'objectivité.
Ce matériel est à l'origine de la parution des sept tomes des Documents pour servir à l’histoire de l’invasion allemande dans les provinces de Namur et de Luxembourg qui sont publiés de 1919 à 1924. Le IVe tome, scindé en deux parties, concerne le combat de Dinant. La première partie relative à la conquête de la Meuse paraît en juin 1921 et la seconde, consacrée au sac de la ville, paraît en avril 1922.
Les archives de Jean Schmitz seront conservées à l'évêché de Namur et celles de Dom Norbert Nieuwland à l'abbaye de Maredsous. Très tôt, cette documentation est mise à disposition des chercheurs. Les archives de Jean Schmitz comportent 41 cartons, classés et répertoriés par une archiviste ; celles de Norbert Niewland ne comportent plus qu'un seul carton relatif à la période 1914-1918. Enterrées à la hâte dans un coffre en métal lors du second conflit mondial, ces archives sont retrouvées largement dégradées à l'issue de la guerre. En 1938, certains documents de Jean Schmitz sont transférés aux Archives de l'État à Namur et sont inventoriés en 1991. Le fonds Jean-Schmitz compte 4,54 mètres linéaires d'archives principalement composées des fiches thématiques. Malheureusement, la méthodologie utilisée par Jean Schmitz — qui travaille sur les documents bruts en les découpant et les classant de façon thématique — rend fastidieuse la reconstitution des rapports originels établis par les paroisses.
Déjà saluée dans les années 1920, la qualité du travail réalisé par Schmitz et Nieuwland est encore mise en exergue par les historiens contemporains intéressés par le sujet. John Horne et Alan Kramer parlent ainsi de « documentation extraordinaire ».

### L'entre-deux-guerres

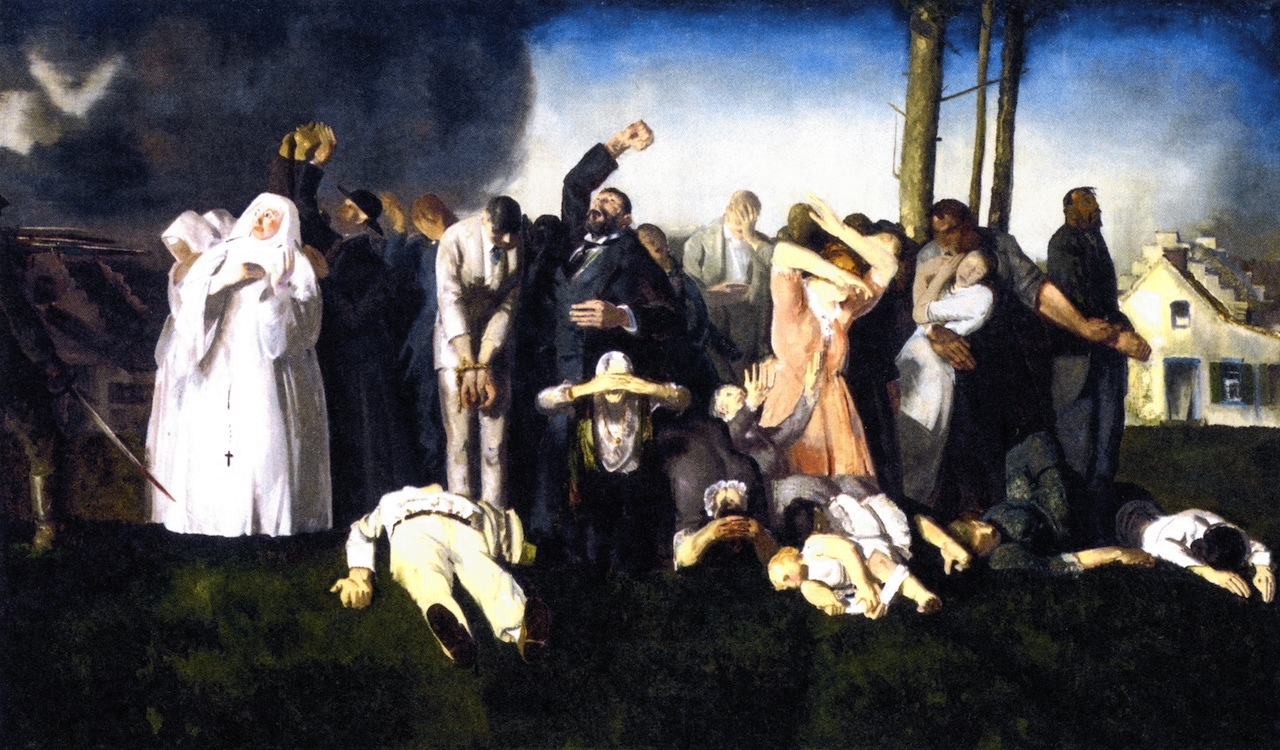
Une vision emphatique du massacre par l'artiste américain George Bellows en 1918.

Dans les années 1920, plusieurs monuments commémoratifs sont inaugurés à Dinant. L'Allemagne s'offusque des termes de « barbarie allemande » et de « fureur teutonne » qui y sont portés. Elle reproche ainsi à l'État belge d'avoir ravivé la « légende des atrocités ». La polémique est relancée. En 1927, un professeur allemand, Christian Meurer, chargé par le Reichstag d'enquêter sur les événements d'août 1914, remet ses conclusions : le texte, avalisé par la République de Weimar, reprend à son compte la thèse du Livre blanc et réaffirme la présence de « franktireurkriegers ». Norbert Nieuwland et Maurice Tschoffen répondent par leur ouvrage Le Conte de fée des francs-tireurs de Dinant : Réponse au rapport du professeur Meurer de l'Université de Würzburg. Meurer, qui a déjà réagi aux premiers rapports de M. Tschoffen contenus dans le XXe rapport du gouvernement belge, lui reproche d'y insulter l'Allemagne. Il obtient la réponse suivante :

« Troisième reproche articulé contre mes rapports. « Ils ne renferment que des insultes contre les Allemands », écrivez-vous. Cela n'est pas vrai, Monsieur le Professeur, et vous le savez. Je vous défie de citer une expression injurieuse que vous y auriez lue ; il n'y en a pas ! J'ai rapporté des faits ; je ne les ai pas qualifiés. C'était inutile d'ailleurs, ils se qualifiaient d'eux-mêmes. Au surplus, je suis d'accord avec vous sur le principe : les injures ne sont pas des arguments ; aussi je pense que des expressions telles que : « sales inventions », « cruautés bestiales », « atrocités on ne peut plus repoussantes », relèvent du pamphlet plus que de l'histoire. C'est dans votre travail que je les recueille. Pour terminer cette lettre, je cherche en vain la formule de politesse adéquate à la nature de nos relations. Souffrez donc, Monsieur le Professeur, que je n'en emploie aucune. »

— Maurice Tschoffen, Procureur du Roi à Dinant
Durant l'entre-deux-guerres, les dynamiques de pacification poussent à l'émergence, même dans le monde anglo-saxon, d'une littérature révisionniste.
En mai 1940, lors de la Seconde Guerre mondiale, le mémorial aux 674 victimes du mois d’août 1914, érigé en 1936 sur la Place d'Armes et intitulé furore teutonico est dynamité par l'occupant au prétexte qu'il constitue un affront. Durant les années 1950, la querelle se poursuit, notamment lorsqu'il s'agit d'intégrer les événements d'août 1914 dans les manuels d'histoire. Dans les années 1960, des rapprochements entre historiens allemands, belges et français ont lieu : les Belges Fernand Mayence, Jean de Sturler et Léon van der Essen travaillent ainsi avec les Allemands Franz Petri, Hans Rothfels et Werner Conze.

### Les évènements face à la recherche historique récente

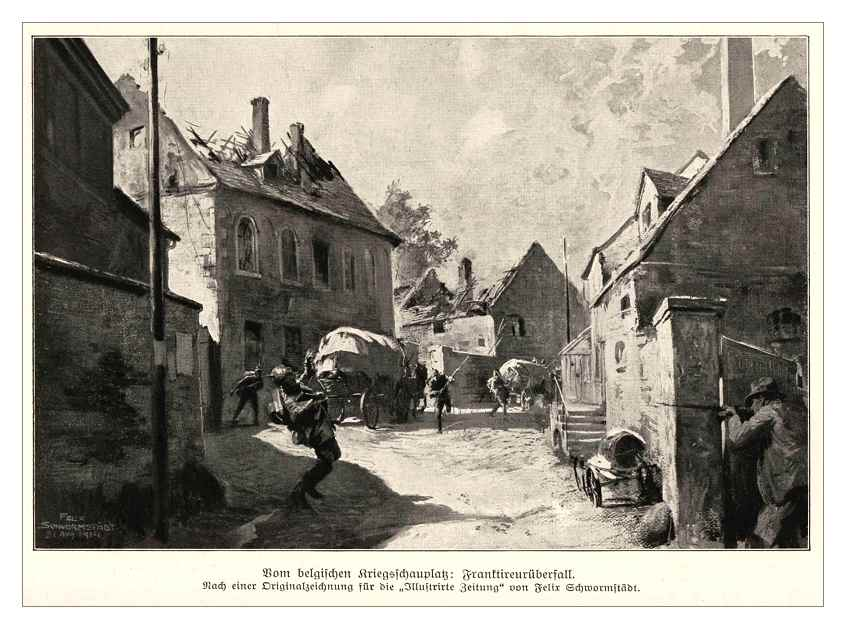
Dessin de propagande réalisé par le peintre Felix Schormstädt pour le Illustrirte Zeitung en septembre 1914.

En 1994, les historiens irlandais John Horne et Allan Kramer font paraître un article s'appuyant sur des journaux de campagne de soldats allemands présents en Belgique en août 1914. Ce n'est qu'à ce moment que la thèse d'une légende des atrocités allemandes commises en Belgique durant le premier conflit mondial est battue en brèche. À partir de 1995, des historiens comme Michel Coleau, Aurore François, Michel Kellner, Vincent Scarniet, Axel Tixhon ou encore Frédéric Vesentini se penchent sur l'épisode : les faits sont désormais solidement établis grâce aux témoignages de la première heure ainsi qu'aux documents allemands (journaux de marche, carnets de guerre, témoignages). Le travail des historiens les contextualise et propose des analyses.
En 2001, les mêmes John Horne et Allan Kramer publient German Atrocities, sous-titré A History of Denial, qui est traduit en français en 2005 sous le titre de 1914. Les Atrocités allemandes, sous-titré La Vérité sur les crimes de guerre en France et en Belgique. La réalité du sac de Dinant est dès lors reconnue.
En août 2017, cependant, l'historien de l'art Ulrich Keller relance la polémique : il développe dans son ouvrage (de) Schuldfragen : Belgischer Untergrundkrieg und deutsche Vergeltung im August 1914 (Questions de culpabilité : guerre clandestine belge et représailles allemandes en août 1914) la thèse selon laquelle des civils ont fait feu sur l'armée allemande et que ces agissements sont à l'origine de la riposte allemande envers la population. Il appuie son analyse sur des documents d'archives conservés à Berlin et qui attestent, notamment, que des uniformes de soldats belges et français ont été retrouvés à Dinant mais pas les armes. Il y voit la preuve que des soldats se sont déguisés en civils pour tirer sur les soldats allemands. Il y étudie également les blessures de certains soldats qui ne peuvent avoir été causées par des armes de guerre conventionnelles mais plutôt par des fusils de chasse.
Néanmoins, Horne et Kramer reconnaissaient déjà dans leur ouvrage que l'on ne peut pas exclure totalement que dans certains cas isolés, un civil ait pu faire feu sur l'ennemi pour protéger les siens (ce que permet la seconde conférence de La Haye de 1907) mais insistent sur le caractère isolé de ces agissements. Dès lors, Angela Merkel est interpelée par l'historien militaire Fernand Gérard pour que son gouvernement émette un démenti formel. Le conseil communal de Dinant, en sa séance du 27 novembre 2017, condamne, officiellement et à l'unanimité, les accusations contenues dans le livre de Keller et invite également le gouvernement fédéral à adopter la même posture. Le journal allemand Die Welt s'accorde finalement avec les conclusions d'Axel Tixhon : si la milice belge (la Garde civique) a pu faire feu sur les Allemands, il n'y a pas eu de Franktireurkrieg (« guerre de francs-tireurs ») à Dinant ; cette dernière n'existait que dans l'imagination des soldats allemands ; enfin, parce qu'elles sont exclusivement constituées par les témoignages de ces derniers, les conclusions de Keller sont contestables. Axel Tixhon, historien spécialiste des évènements d'août 1914, relève enfin qu'« Il y a un problème dans ce travail qui doit poursuivre des objectifs qui sont différents de ceux de la recherche scientifique ».

## Personnalités liées

### Philippe Pétain et Charles de Gaulle
Deux acteurs majeurs de la Seconde Guerre mondiale se trouvent à Dinant. Il s'agit de Philippe Pétain, âgé de 58 ans, qui est alors colonel sous les ordres de Charles Lanrezac commandant la 5e Armée française. Le colonel Pétain commande la 4e brigade du 1er corps d'armée. Il est arrivé à Dinant le 13 août et est hébergé chez Joseph Chot, un professeur d'histoire et sa femme.
L'autre figure est Charles de Gaulle. Jeune lieutenant, il a 23 ans et connaît son baptême du feu le 15 août 1914. Il commande alors la 1re section de la 11e compagnie du 33e régiment d'infanterie d'Arras placé sous les ordres du général Duplessis. Il arrive à Dinant dans la nuit du 14 au 15 août après une marche forcée. Constatant que les Allemands ne sont pas encore en ville, son unité dort à même le sol dans une rue de Dinant (faubourg Saint-Médard). Il relate en détail dans ses carnets de guerre, publiés en 2014, la journée du 15 et les circonstances dans lesquelles il a été blessé tandis que son unité traversait le pont de Dinant (qui porte aujourd'hui son nom) pour venir en aide aux troupes impliquées dans le combat de la citadelle.

« J'ai à peine franchi la vingtaine de mètres qui nous séparent de l'entrée du pont que je reçois au genou comme un coup de fouet qui me fait manquer le pied. Les quatre premiers qui sont avec moi sont également fauchés en un clin d’œil. Je tombe, et le sergent Debout tombe sur moi, tué raide ! Alors c'est pendant une demi-minute une grêle épouvantable de balles autour de moi. Je les entends craquer sur les pavés et les parapets, devant, derrière, à côté ! Je les entends aussi rentrer avec un bruit sourd dans les cadavres et les blessés qui jonchent le sol. Je me tiens le raisonnement suivant : « Mon vieux, tu y es ! » Puis, à la réflexion : « La seule chance que tu aies de t'en tirer, c'est de te traîner en travers de la route jusqu'à une maison ouverte à côté par bonheur. »

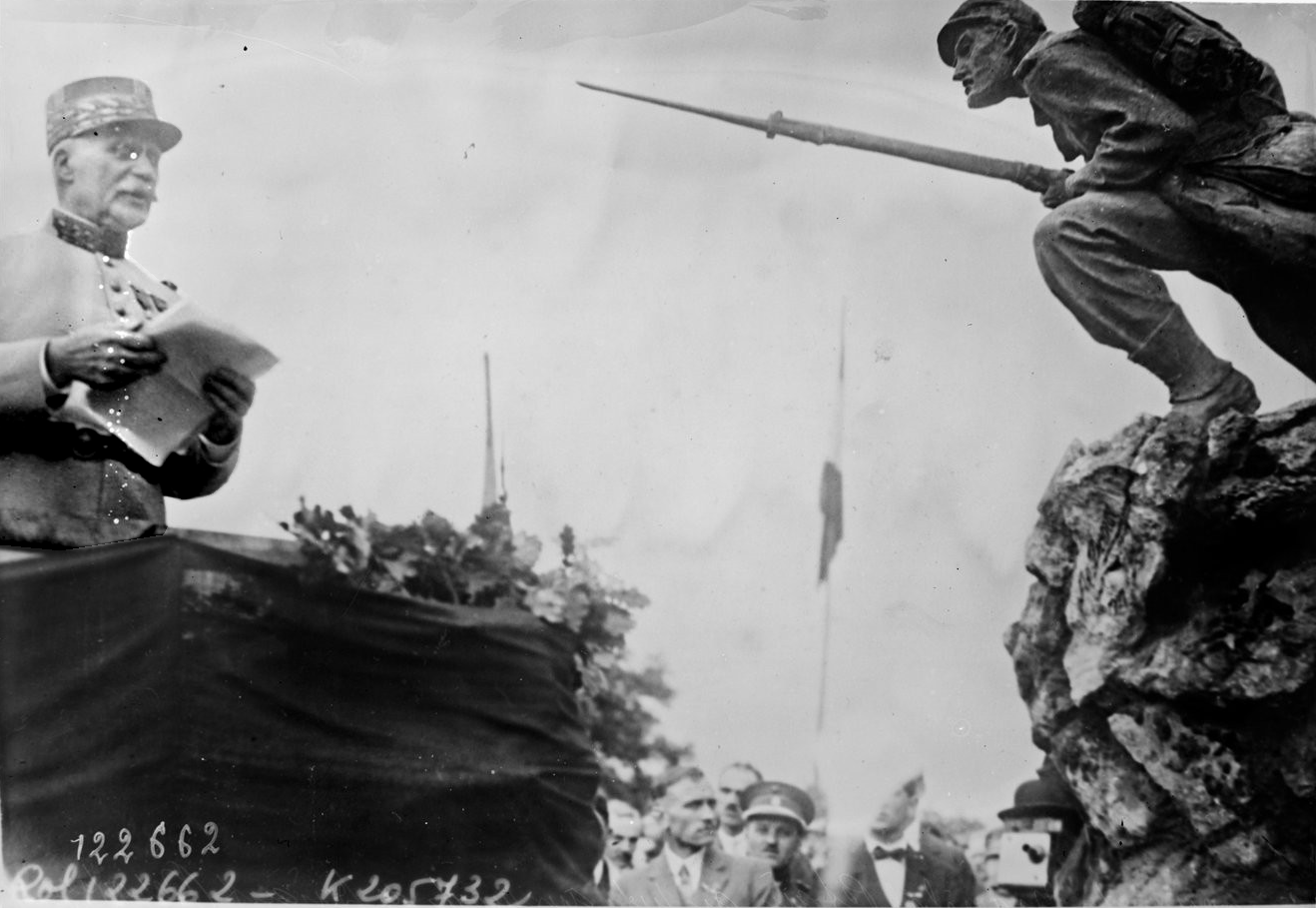
Philippe Pétain inaugure le monument L'Assaut du sculpteur Alexandre Daoust au cimetière français de la citadelle, le 11 septembre 1927.

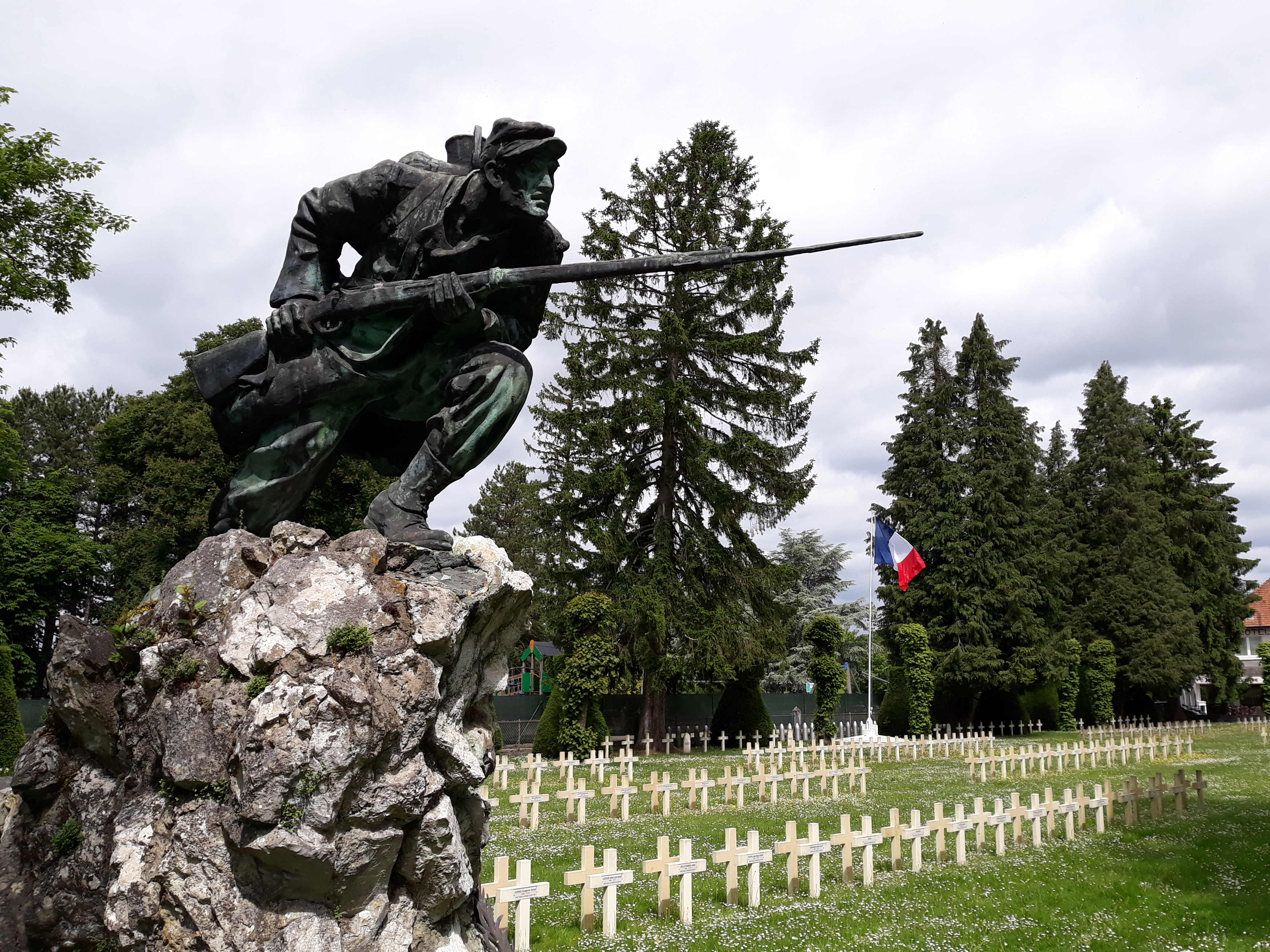
Le monument L'Assaut en mai 2019.

Se traînant à plat ventre, traînant son sabre toujours maintenu à son poignet par sa dragonne, il parvient à atteindre la maison de madame Meurice où sont rassemblés des civils et des soldats dont un major français qui, blessé à la tête, déraisonne. Il est ensuite évacué via Anthée, vers Charleroi puis Arras et finalement l'hôpital Saint-Joseph à Paris où il est opéré,.
Le 11 septembre 1927, Philippe Pétain, alors vice-président du Conseil supérieur de la guerre est présent à Dinant avec son aide de camp, le capitaine de Gaulle. Ils inaugurent, au cimetière français de la citadelle de Dinant, le monument L'Assaut que l'on doit au sculpteur Alexandre Daoust.
Le 15 août 2014, une statue représentant le lieutenant de Gaulle a été érigée peu avant l'entrée du pont (rive gauche). Il existe également une plaque commémorative, à l'endroit même où il a été blessé, pour rappeler cet épisode qui l'a profondément marqué sa vie durant et singulièrement la question lancinante de savoir pourquoi de nombreux hommes y sont restés et que lui ait survécu.

### Maximilien de Saxe
Au moment des faits, Maximilian von Sachsen (Maximilien de Saxe) — frère de Frédéric-Auguste III de Saxe, le roi de Saxe — est aumônier de la 23e division allemande. Il a pris part à l'invasion de la Belgique et est témoin des exactions commises par son armée. Plus tard, il affirmera : 

« Si j'avais pu prévoir cette marche à travers la Belgique et toutes les choses qui l'accompagnèrent, j'aurais refusé de suivre l'armée comme aumônier militaire,. »

Hermann Hoffmann, un autre aumônier allemand, rapporte dans ses mémoires : « En septembre 1914, j'ai rencontré en Belgique, dont nous avions violé la neutralité, un autre aumônier volontaire, Prince Max, le frère du roi de Saxe. Il me raconta, des larmes dans les yeux : « s'il existe un dieu juste aux cieux, nous devons perdre cette guerre en raison des choses horribles que nous avons commises en Belgique » ».
Enfin, certains historiens dinantais identifient Maximilien de Saxe comme l'officier qui serait intervenu après la fusillade du mur Tschoffen pour faire arrêter à la prison de Dinant une exécution de masse qui aurait pu être plus terrible encore. Rien ne permet d'étayer cette hypothèse même si sa présence est établie et que l'on sait qu'il est intervenu, à quelques kilomètres de là, à Sorinnes, pour empêcher des exécutions de civils.